# Història del ferrocarril a Catalunya
La història del ferrocarril a Catalunya cobreix el desenvolupament del transport en tren a Catalunya. Va començar amb projectes que, emulant Anglaterra, volien implantar el ferrocarril al país. Més tard van donar lloc al primer viatge en tren a la península Ibèrica entre Barcelona i Mataró el 1848.

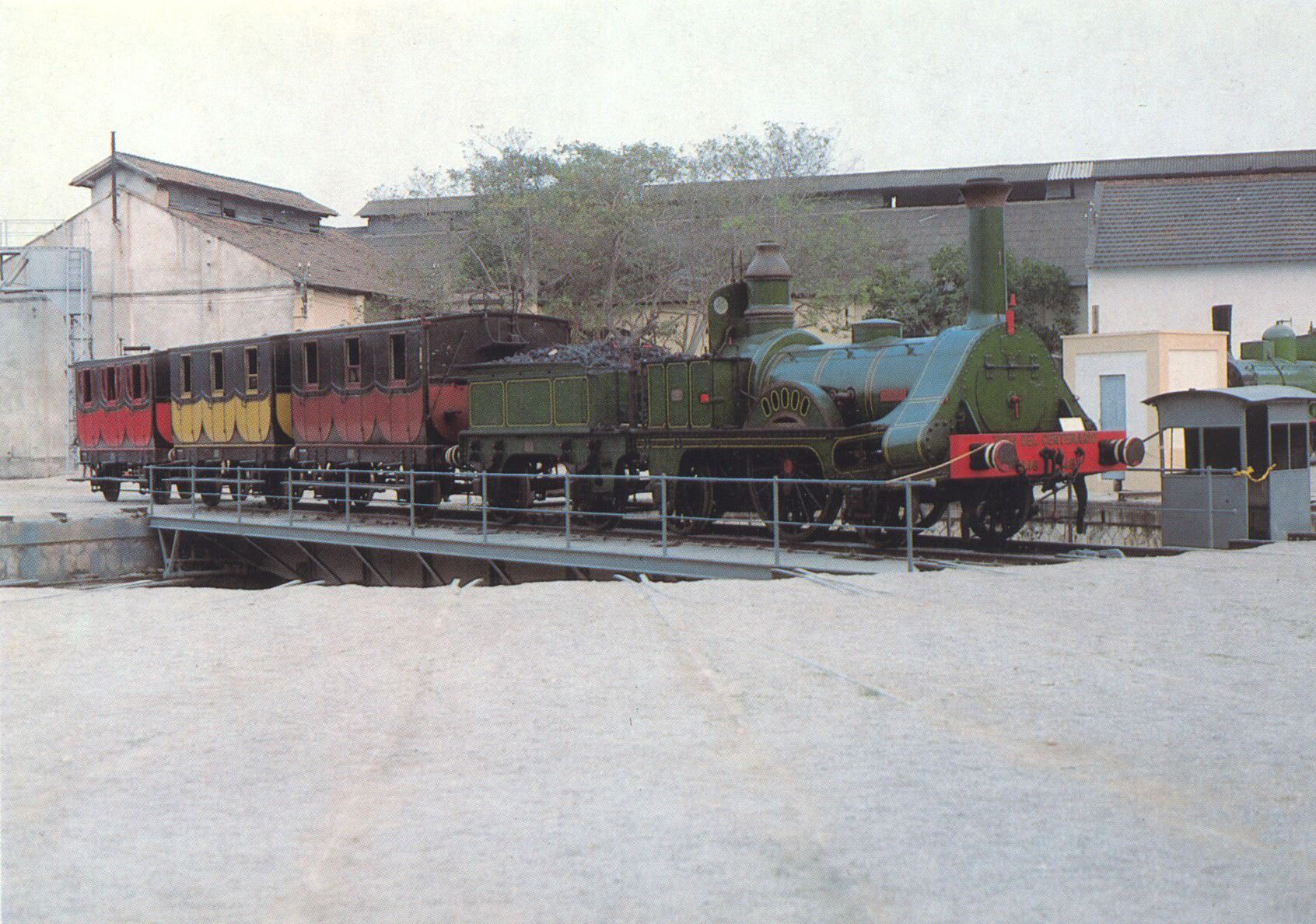
El 1948 per celebrar el centenari del primer ferrocarril peninsular es construí una rèplica de "la Mataró" la primera locomotora que va circular. Actualment es troba al Museu del Ferrocarril de Catalunya, a Vilanova i la Geltrú

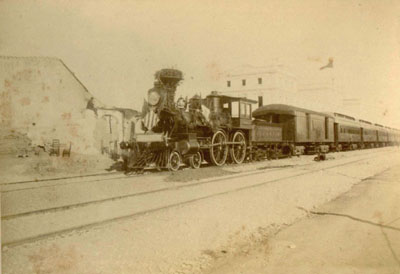
Tren inaugural del Ferrocarril de Valls Vilanova Barcelona. Podem veure una "carolina", locomotora de fabricació americana que fou adquirida pel Sr. Gumà, impulsor del ferrocarril i un amant del material americà. Durant molts anys va ser habitual veure aquestes locomotores circular per les terres catalanes.

## Ferrocarrils de via ampla
Els veritables protagonistes dels ferrocarrils de via ampla a Catalunya són els personatges i companyies privades que els van fer possibles. Podem trobar noms propis com Miquel Biada i Bunyol (ferrocarril Barcelona-Mataró), Francesc Gumà i Ferran (ferrocarril Valls-Vilanova-Barcelona), o Fèlix Macià i Bonaplata (ferrocarril Granollers-Sant Joan), que van haver de fer esforços titànics, a banda de gastar gran part de les seves fortunes, per aconseguir veure construïts els seus somiats ferrocarrils. Aquesta inversió totalment privada es va deure a la pràctica inexistència de subvencions públiques disponibles a Catalunya respecte altres zones de l'estat, tot i que cal a remarcar que el govern espanyol, pel tractat francoespanyol de 1904 que establia dues noves línies transpirinenques catalanes, va construir les línies de Ripoll-Puigcerdà i Lleida- La Pobla de Segur.

### El primer ferrocarril ibèric: Barcelona - Mataró

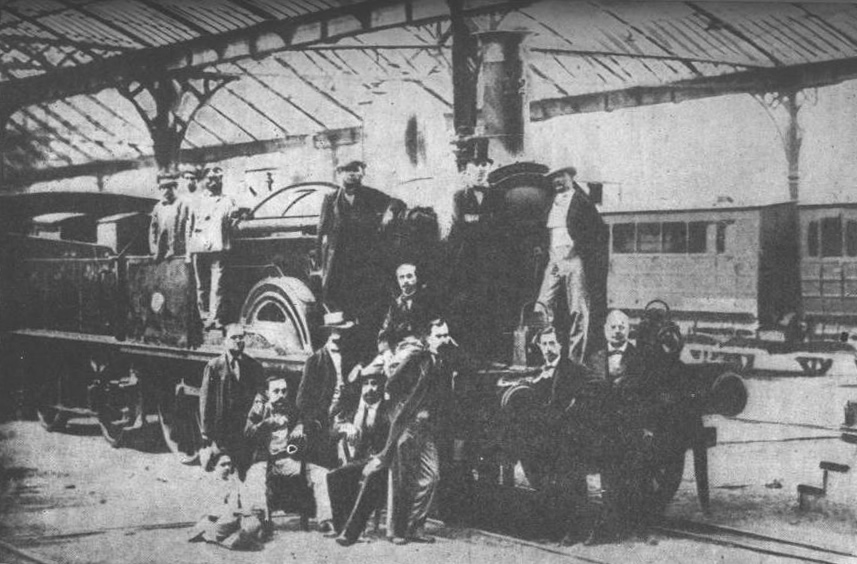
Foto presa als tallers de Mataró dels membres de les juntes del Fc. de Mataró i del Fc. de Granollers, en el moment de fusió per continuar la línia fins a Girona. La locomotora és la número 12 del Fc. de Barcelona a Granollers (Slaugther, 1958) que posteriorment va ser la nº 7 del Fc. Barcelona a Gerona. En un segon pla hi ha un vagó de segona i part d'un vagó de primera.

Els orígens del ferrocarril a Catalunya es remunten a la primera meitat del segle xix. El primer ferrocarril a construir-se a l'Estat Espanyol fou entre Güines i L'Havana a Cuba (aleshores colònia espanyola). Allà va ser on Miquel Biada, un mataroní que havia fet "les Amèriques" amb èxit, fou convidat a la inauguració. Veient els avantatges d'aquest nou mitjà de transport es proposà connectar la seva vila natal, Mataró, amb Barcelona, la ciutat més important de Catalunya. Quan va tornar a Catalunya el seu projecte no va ser rebut amb gaire interès i es va veure obligat a recórrer a capital estranger per obtenir el finançament necessari. A Londres es va reunir amb un comerciant amic seu, Josep Maria Roca. A Roca li va seduir el projecte i va utilitzar els seus contactes per trobar el finançament. El 1843, quan ja tenien el projecte encarrilat, van sol·licitar la concessió del ferrocarril al govern espanyol, que van obtenir el 13 d'agost de 1843. Aleshores van crear la societat per a la construcció i explotació de la línia de tren. Després que Biada hagués de lluitar molt i superar moltes desconfiances, es va constituir la Companyia del Ferrocarril de Barcelona a Mataró el dia 6 de juny de 1845 davant notari a Barcelona. Finalment el primer ferrocarril de la península Ibèrica fou inaugurat el 28 d'octubre de 1848 sota una gran expectació. Lamentablement Biada no va poder veure com el seu somni es feia realitat, ja que va morir uns mesos abans de la inauguració.

### Creació de la xarxa ferroviària

#### Ferrocarril de Martorell i Tarragona

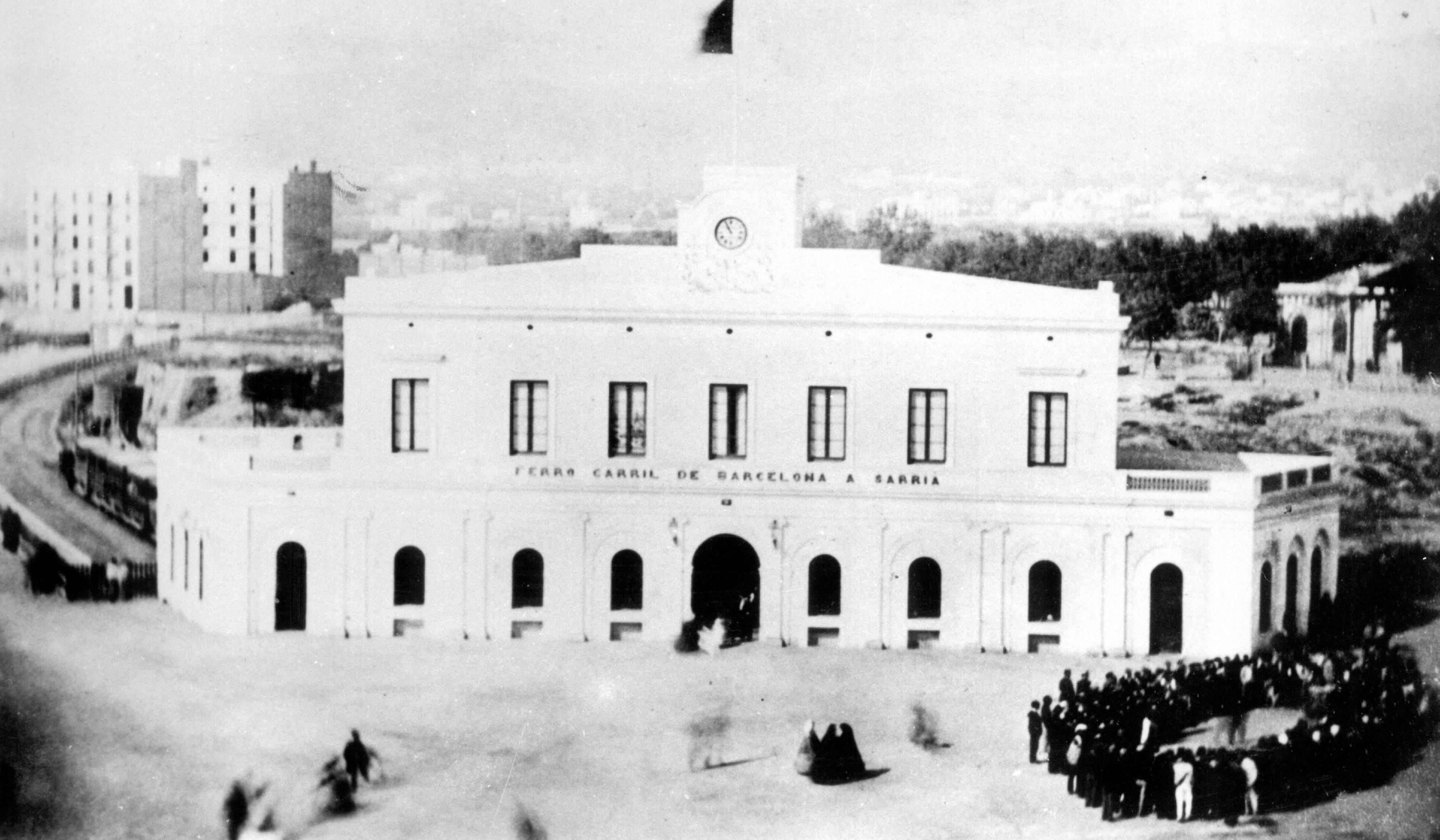
Estació del Ferrocarril de Sarrià de Barcelona a la Plaça de Catalunya el 1865. Es pot apreciar al fons a la dreta l'estació del Ferrocarril de Martorell.

La Companyia dels Camins de Ferro del Centre de Catalunya el 14 de novembre de 1854 va posar en servei el ferrocarril de Barcelona fins a Molins de Rei. L'estació terminal a Barcelona era a la Rambla de Catalunya, cantonada amb Ronda Universitat, un lloc tan cèntric que atreia l'atenció dels curiosos i badocs que observaven com arribaven i marxaven els trens.
Quan la companyia fou autoritzada a continuar la línia fins a Martorell va passar a denominar-se Companyia del Ferrocarril de Barcelona a Martorell.
Finalment el 1861 va obtenir la concessió fins a Tarragona des de Martorell, passant a denominar-se Companyia del Ferrocarril de Tarragona a Martorell i Barcelona

#### Ferrocarril de Sarrià
Popularment conegut com el tren de Sarrià, va ser construït per la Companyia del Ferrocarril de Barcelona a Sarrià. Va ser inaugurat l'any 1863 amb tracció a vapor i ample ibèric (1672 mm) per unir les dues poblacions. La línia va tenir aviat molt d'èxit. Tot i això l'any 1874 l'empresa, per acumulació de deutes, fou absorbida per una nova societat anomenada Ferrocarril de Sarrià a Barcelona (FSB). El 1905 s'electrificà i canvià l'ample de la via a internacional (1435 mm).

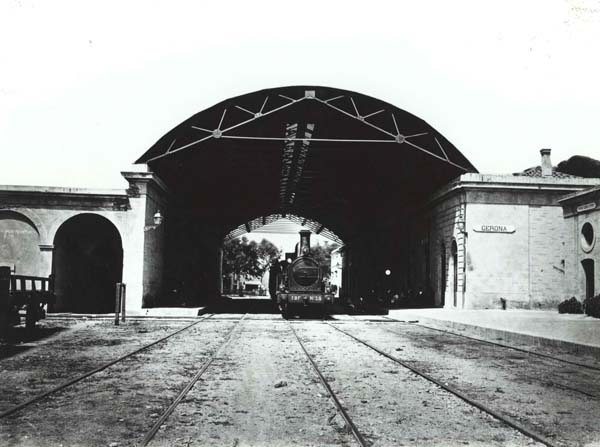
Estació de Girona on es pot observar una locomotora de la Companyia dels Ferrocarrils de Tarragona a Barcelona i França

#### Ferrocarril de Girona
La companyia Camins de Ferro de Barcelona a Granollers, abans d'inaugurar l'arribada del ferrocarril a Granollers el 23 de juliol de 1854, ja havia demanat la concessió per allargar la línia cap a Girona. Però topà amb la Companyia del Ferrocarril de Barcelona a Mataró que tenia les mateixes intencions, creant diverses pugnes entre les dues companyies.
Finalment les companyies van unir esforços fusionant-se i creant la Camins de Ferro de Barcelona a Girona. Finalment, el 26 de gener de 1862 arribava el primer tren a Girona procedent de Barcelona.

#### Ferrocarril de Lleida a Tarragona
Va ser una de les primeres línies estudiades a Catalunya que es van construir. En un principi només es preveia el tram des de Tarragona fins a Reus, però els creditors francesos més ambiciosos el van fer arribar fins a Lleida. Van ser necessàries tres societats per aconseguir el seu objectiu. Al final es fusionaren creant la Companyia del Ferrocarril de Lleida a Reus i Tarragona. El 17 de juny de 1856 s'inaugurà el tram Tarragona-Reus i fins a gairebé 23 anys més tard, exactament el 19 de maig del 1879, no es va poder inaugurar l'últim tram fins a Lleida.

#### Ferrocarril de Saragossa

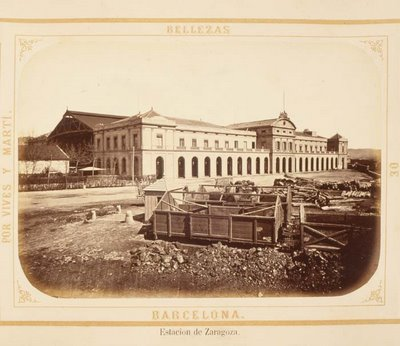
Estació terme de Barcelona del Ferrocarril de Saragossa, actualment part de l'Estació del Nord (Ferrocarrils del Nord), ara reconvertida en una estació d'autobusos i en equipaments públics

Va ser construït per la Companyia del Ferrocarril de Saragossa a Barcelona, vinculada a Manuel Girona i Agrafel.
El 1852 es va atorgar una concessió que en permetia la construcció. Les obres van començar amb gran lentitud i no va ser fins a l'11 de febrer de 1855 que es va inaugurar el primer tram des de Montcada i Reixac fins a Sabadell. El dia 1 d'abril de 1860 es va inaugurar el tram fins a Lleida, essent la primera línia que unia dues capitals catalanes. Finalment el 17 d'agost de 1861 el rei va inaugurar l'arribada a Saragossa fent íntegrament tot el trajecte. L'estació terminal a Barcelona es trobava al carrer Vilanova. La façana de l'estació original encara es conserva (2008), formant part del lateral de l'estació del Nord.

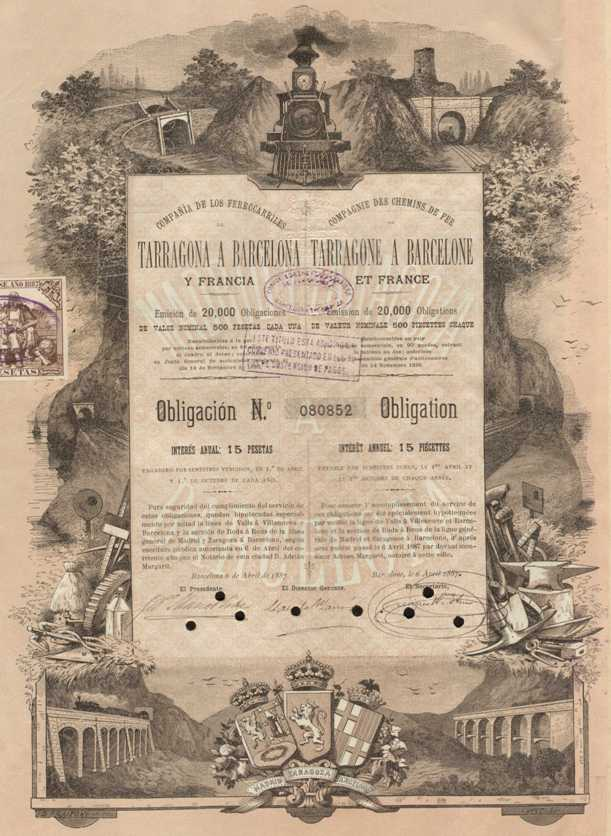
Obligació de la companyia TBF any 1887

#### TBF la gran companyia ferroviària catalana
Després de l'arribada del ferrocarril a Girona la companyia volia arribar fins a França. En aconseguir-ne la concessió va passar a denominar-se Camins de Ferro de Barcelona a França per Figueres (BFF). Encara que es van iniciar les obres, no va poder executar-les del tot en els terminis establerts i va decidir vendre's la concessió.
Tot i aquest daltabaix, l'empresariat no va desistir de les seves intencions. Va entrar en converses amb la Companyia del Ferrocarril de Tarragona a Martorell i Barcelona (TMB) per fusionar-se. Volien sumar forces per poder arribar fins a la frontera francesa. Així fou com 10 de desembre del 1875 es va crear la primera gran companyia ferroviària catalana anomenada Companyia dels Ferrocarrils de Tarragona a Barcelona i França (TBF).
La nova companyia va recuperar la concessió i va reprendre les obres amb força. Es van fer en tres anys i el dia 20 de gener del 1878 es va inaugurar la connexió internacional fins a Portbou i Cervera de la Marenda amb la presència de nombroses autoritats.
La TBF creà importants interconnexions entre les seves línies, estructurant una veritable xarxa ferroviària catalana. Alguns exemples són la creació de l'Estació de Sant Vicenç de Calders i la connexió de les línies del nord amb les del sud pel centre de Barcelona mitjançant la construcció de la cèlebre trinxera del carrer Aragó.

#### Ferrocarril de Sant Martí a Llerona i Sant Joan de les Abadesses
El 1844 fou projectada una línia de ferrocarril que permetés transportar el carbó que s'extreia de les mines d'Ogassa i Sant Martí de Surroca. Tingué diversos concessionaris i diverses companyies es comprometeren a construir-lo, però tots foren intents fallits. Als anys 70 del segle xix es començà a construir, però a un ritme molt lent a causa de la guerra carlina. Finalment el 8 de juliol de 1875 s'inaugurà el primer tram entre Granollers i Vic. L'estació de partida era la de Granollers, de la BFF explotadora de la línia Barcelona-Girona. El 1877 es creà la companyia del Ferrocarril i mines de Sant Joan de les Abadesses que explotaria la línia. El 20 de juny de 1880 s'arribà a Ripoll i finalment a Sant Joan de les Abadesses s'inaugurà l'arribada el 17 d'octubre d'aquell mateix any.
En aquell moment la companyia havia de pagar peatge a TBF (abans BFF) per arribar a Barcelona, al passar per les seves línies. Per tal d'evitar el peatge va decidir construir un ramal per arribar-hi directament, aconseguint la concessió del ferrocarril de Sant Martí de Provençals a Llerona. Va ser escollit precisament Sant Martí (aleshores municipi independent de Barcelona) perquè la Ciutat Comtal considerava que ja tenia suficients terminals ferroviàries i va declinar tenir-ne una altra al seu terme municipal. El 1886 s'inaugurà el nou tram, però a l'any següent la companyia va fer fallida.

#### Ferrocarril de Vilanova i Valls
El ferrocarril de Vilanova i la Geltrú va lligat estretament al nom de Francesc Gumà i Ferran. Gumà, un "americano" com Biada i que va tornar de Cuba amb una gran fortuna, tenia al cap, entre altres projectes, connectar Barcelona amb Vilanova i la Geltrú per la costa mitjançant el ferrocarril. En va obtenir la concessió, però sense cap mena de subvenció ni ajut. Això el va obligar, a part d'haver-hi de dedicar bona part de la seva fortuna, a buscar finançament exterior, especialment entre altres americanos.
Finalment el 1878 es va fundar la Companyia dels Ferrocarrils de Valls a Vilanova i Barcelona (VVB) amb Gumà de director-gerent. El 29 de desembre de 1881 s'inaugurà amb gran solemnitat i amb l'anunci que allargarien la línia fins a Madrid, fent-la directa passant per Reus, Móra la Nova i Casp. Per fer aquesta nova línia crearen la Companyia dels Ferrocarrils Directes de Madrid i Saragossa a Barcelona obtenint-ne la concessió. El 1887 la VVB fou absorbida per la TBF.

#### Ferrocarril directe a Madrid
La Companyia dels Ferrocarrils Directes de Madrid i Saragossa a Barcelona, vinculada a Francesc Gumà i Ferran (vinculat alhora a VVB), va planejar la construcció d'un ferrocarril directe de Barcelona a Madrid passant per Reus, Móra la Nova i Casp. El primer tram, Roda de Berà a Reus, fou obert el 1884 però la companyia no pogué sufragar la resta de les obres, inclòs un túnel de més de 7 km per travessar la serralada Pre-Litoral. El 1886 la companyia fou absorbida per la TBF que continuà les obres, entre les quals la del cèlebre túnel de l'Argentera (que es va reduir a 4 km), dirigides per l'enginyer Eduard Maristany.

### Fusions i absorcions

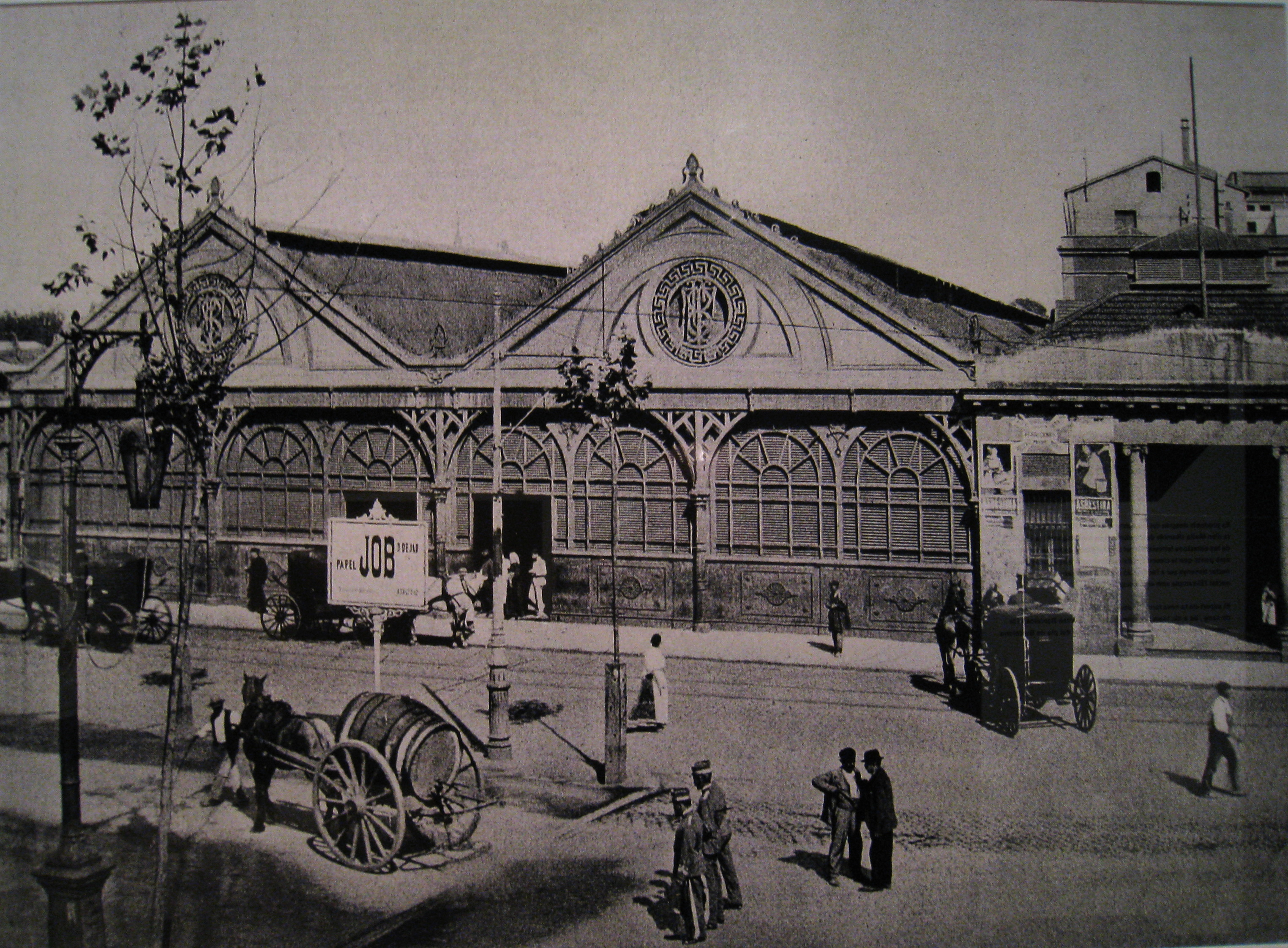
Antiga Estació de França en època de la TBF

A finals del segle xix tan sols quedaven dues companyies ferroviàries que controlaven les línies d'ample ibèric a Catalunya, a resulta de nombroses fusions i absorcions entre elles. Eren Ferrocarrils del Nord (Nord) i els Ferrocarrils de Madrid Saragossa i Alacant (MSA), totes dues castellanes. Ara bé, la MSA tenia a Catalunya la seva pròpia explotació gestionada amb independència, i per això sempre es distingia anomenant-la MSA-Xarxa Catalana-.

#### Ferrocarrils del Nord
La companyia castellana Companyia dels Camins de Ferro del Nord d'Espanya, de capital francès, va entrar a Catalunya mitjançant la compra de la Companyia dels Ferrocarrils de Saragossa a Pamplona i Barcelona (SPB) el 13 de febrer de 1878, la qual li permeté arribar al Mediterrani i doblar gairebé la longitud de les línies explotades. El 14 d'agost de 1884 absorbí la petita Companyia del Ferrocarril de Lleida a Reus i Tarragona, que tota sola no era gaire rendible, però que unida amb la resta de xarxa era un interessant enclavament, ja que oferia una altra sortida al mar. El 31 de desembre de 1887 absorbeix les línies de l'empresa Ferrocarril i mines de Sant Joan de les Abadesses. Finalment la Societat dels Ferrocarrils Almansa-València-Tarragona fou absorbida el 25 de maig de 1891.

#### MSA

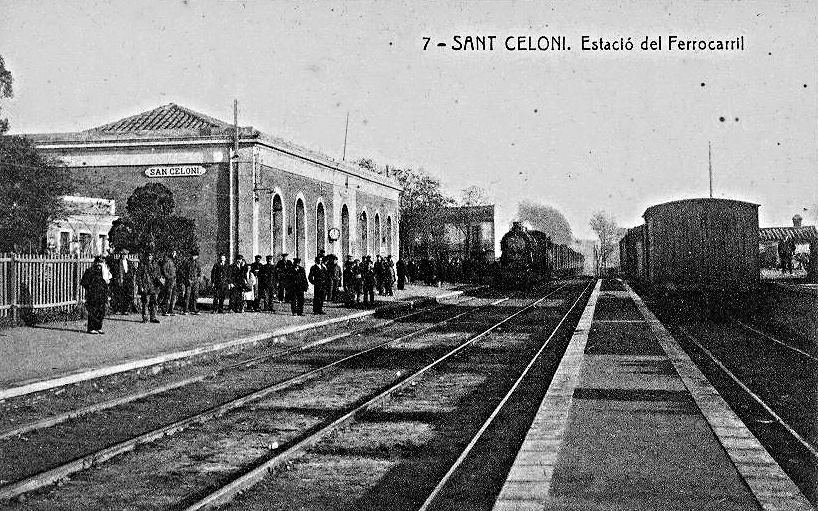
Sant Celoni en època de la MSA (Xarxa catalana)

A començaments dels anys 90 del segle xix les companyies Ferrocarrils del Nord (Nord) i la Ferrocarrils de Madrid Saragossa i Alacant (MSA) competiren per absorbir la Companyia dels Ferrocarrils de Tarragona a Barcelona i França (TBF). En aquells moments TBF disposava d'una xarxa de 606 km sense comptar els 117 km en construcció entre Reus i La Puebla de Híjar. A Nord l'interessava per complementar les seves línies i tenir tot l'eix entre Castella i Catalunya.A la MSA, la principal competidora de Nord, no li convenis aquesta hipotètica situació de força. Tot i les converses entre Nord i TBF, MSA va fer una proposta inesperada amb millors condicions i que TBF finalment va acceptar. L'acord es va signar el 2 de juny de 1891 i preveia, entre altres qüestions, que en tres anys MSA construiria la línia Valladolid-Ariza i que en el mateix termini TBF acabés el tram Reus-La Puebla de Híjar. A més, que cap de les dues companyies construïssin ni adquirissin línies sense consultar-se mútuament. També incloïa que MSA ajudés econòmicament a TBF. La fusió s'havia de produir el tercer any després de l'explotació completa de les línies esmentades.
Les obres es van acabar el 1895, i es va crear una nova situació de gran i aferrissada competència entre MSA i Nord per un mateix mercat. TBF va suspendre pagaments pocs moments abans de la fusió prevista el 1898. Això va fer que MSA l'adquirís en molt bones condicions: es van bescanviar 3 accions de TBF per 2 de MSA. MSA va permetre a TBF mantenir la seva explotació i se la denominà Xarxa Catalana de la MSA

### Institucionalització de les companyies

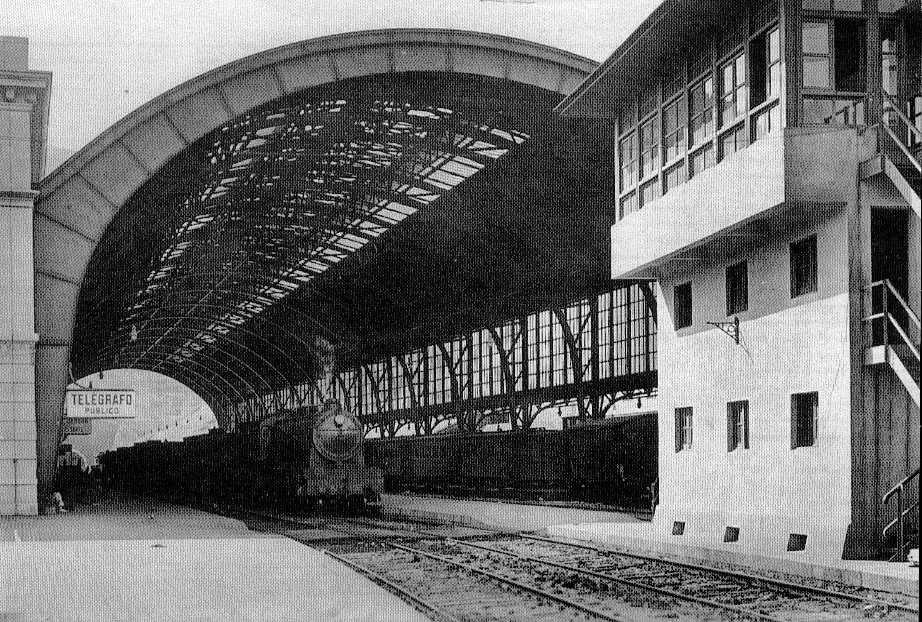
Estació de Portbou construïda per la MSA

Durant la Primera Guerra Mundial el ferrocarrils tingueren un augment espectacular d'usuaris. Les xarxes de les companyies no estaven preparades per aquesta nova demanda i van haver de fer fortes inversions per poder-la absorbir. Aquests costos es van veure multiplicats per la situació de guerra, que va fer pujar els preus de materials i sous.
Acabada la guerra els sous continuaren pujant i les companyies no pogueren absorbir-los. L'estat espanyol va haver d'intervenir auxiliar-les i assegurar les comunicacions ferroviàries, que s'havien convertit en un servei públic imprescindible pel país. Així, l'estat començà a controlar les companyies. Aquest control es materialitzà de tres formes:
- L'estat fixava les tarifes del ferrocarril.[8]
- Com que les tarifes eren fixades per l'estat, i els costos dels sous eren cada cop superiors, al no poder repercutir-los en les tarifes, l'estat ajudaria econòmicament les companyies.[8]
- L'estat financiaria les obres noves i el material que necessitessin.[8]

És a dir, les companyies perdien el caràcter de privades per esdevenir de servei públic. Aquestes directives es materialitzaren amb l'"Estatut Ferroviari de 1924".
A la pràctica, l'estat fixava les tarifes, però no les ajudava prou econòmicament (per culpa de no acabar de desenvolupar l'estatut del 24), provocant el seu escanyament financer. Fins i tot Nord va entrar en suspensió de pagaments. La situació es va veure agreujada per la Gran Depressió del 1929. La proclamació de la república va comportar més augments de costos sense que es poguessin repercutir a les tarifes, i finalment el tret de gràcia va ser la guerra civil.

#### Ferrocarril de Lleida a la Pobla de Segur

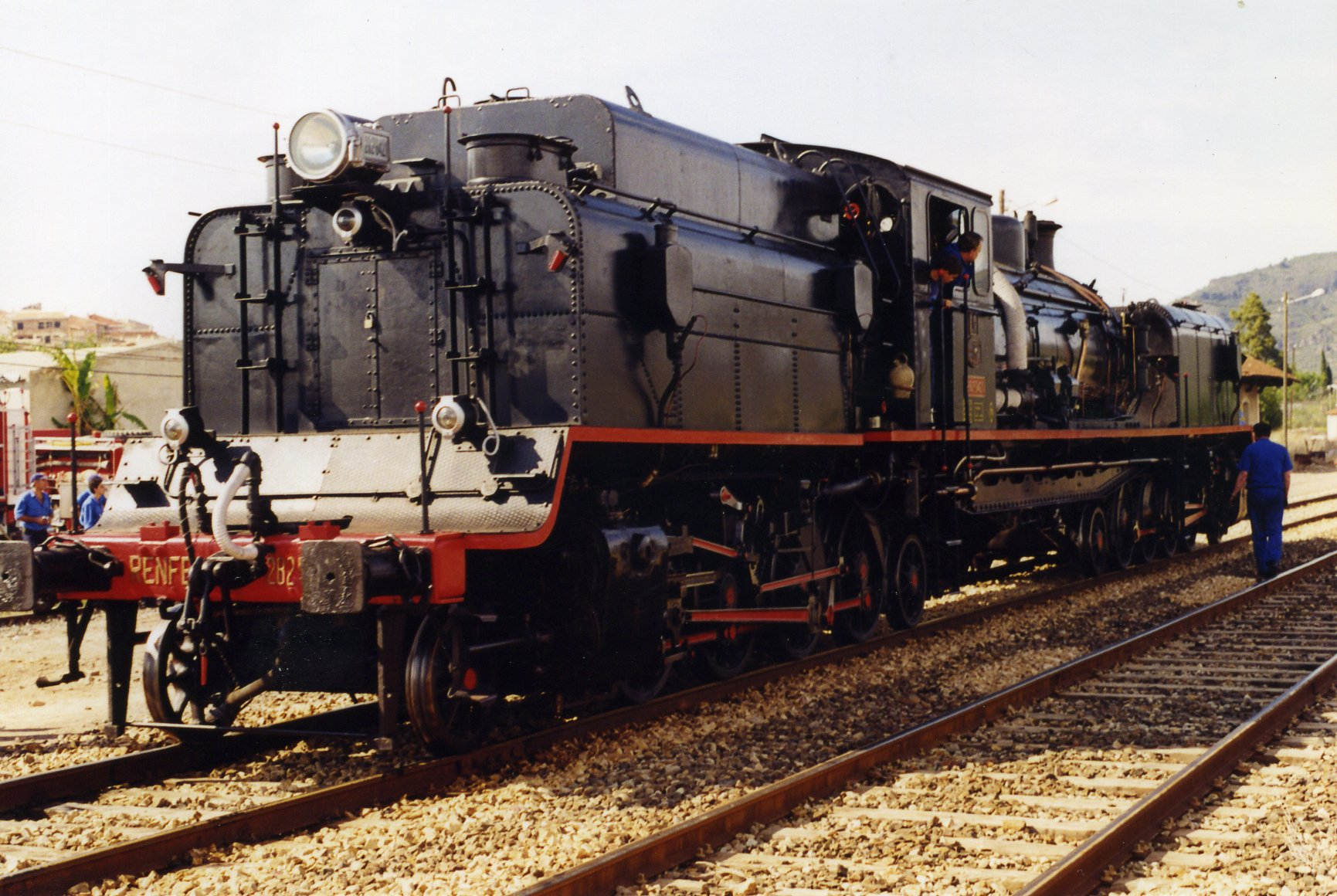
Locomotora de vapor del tipus Beyer - Garratt. Matrícula oficial RENFE: 282F-0421 (Garrafeta)

Fou construïda segons establia el tractat francoespanyol de 1904, que establia dues noves línies transpirinenques catalanes, una de les quals havia d'unir Lleida amb Sent Gironç El primer tram va ser el Lleida-Balaguer, inaugurat l'1 de febrer de 1924 i construït per l'estat
L'any 1926, durant la dictadura de Primo de Rivera, es va redefinir el projecte fent-lo més ambiciós: la línia havia de tenir 850 km i unir Baeza (Jaén) amb Sent Gironç. La guerra civil espanyola estroncà el projecte. Amb la instauració de la dictadura franquista es va recuperar el Pla a través de la nova empresa estatal Renfe. El tren arribaria a Cellers el 1949, a Tremp el 1950 i a La Pobla de Segur el 13 de novembre de 1951. L'any 1962, per recomanació del Banc Mundial, l'Estat espanyol va decidir aturar la construcció de noves línies fèrries i concentrar-se en la millora de les ja operatives. Això va suposar que el govern paralitzés la línia Baeza-Sent Gironç.

#### Ferrocarril Metropolità de Barcelona

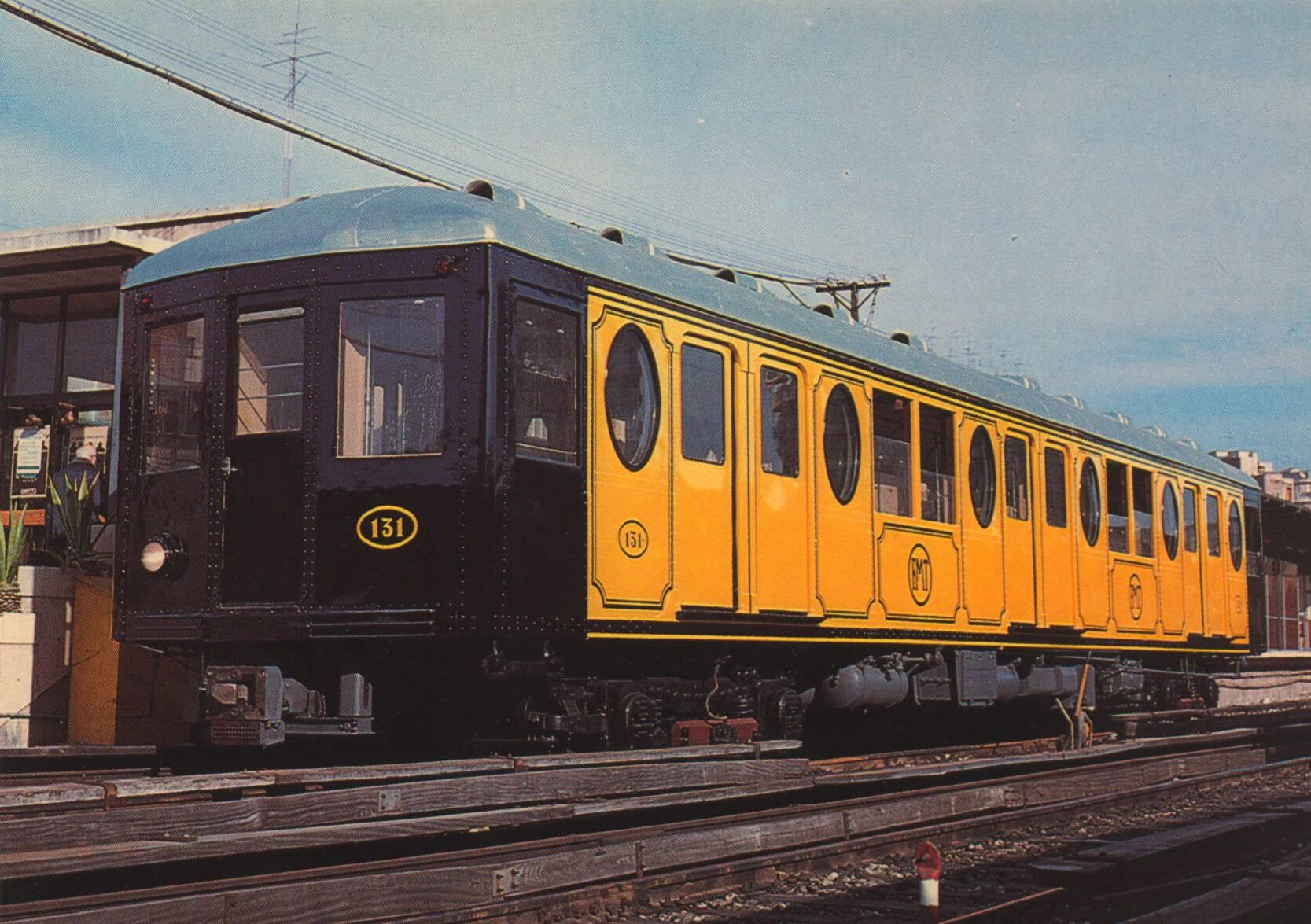
Unitat històrica, sèrie 100, que va circular a la línia Tranversal

#### Primeres electrificacions
La companyia Nord havia experimentat amb electrificacions de línies fora de Catalunya amb resultats molt satisfactoris, els quals l'animaren a repetir l'experiència. A Catalunya el 1927 començà les obres per electrificar les línies de Sant Martí de Provençals a Sant Joan de les Abadesses i la línia de Barcelona a Manresa. La tensió escollida va ser de 1500 volts en corrent continu que és la que s'utilitzava majoritàriament als altres ferrocarrils europeus. Les línies foren posades en tensió el 1928. En canvi, la companyia MSA va decidir no electrificar les seves línies.

#### El transpirinenc
El ferrocarril de Ripoll a Puigcerdà amb enllaç internacional a la Tor de Querol (popularment conegut pel Transpirinenc), tot i els projectes que hi hagué a mitjans del segle xix, no tingué un impuls definitiu fins que es va signar el conveni francoespanyol de 1904, el qual determinava la construcció de noves línies transpirinenques internacionals. L'estat espanyol, al no trobar ningú disposat a assumir la concessió, va executar les obres directament amb fons públics. La línia encara existent, s'iniciava a l'estació de Ripoll de Ferrocarrils del Nord, on enllaçava amb el ferrocarril de Sant Joan, i seguia la llera del riu Freser fins a Ribes de Freser. Aquest tram s'inaugurà el 10 d'agost de 1919. Després el traçat es complica: els pendents es pronuncien i els túnels són freqüents, dels quals destaquen el túnel de cargol (anomenat així per ser helicoidal, és a dir, que puja en espiral sobre ell mateix com les estries d'un vis o cargol) que en poc més d'un kilòmetre i un radi de 230 m. permet salvar 80 metres de desnivell, i el túnel de Toses de 3850 m., el més llarg de la línia, el qual assoleix la cota més alta del ferrocarril d'ample ibèric a l'estat espanyol, a 1.494 m d'altitud, hi ha un canvi de rasant prop de la sortida nord del túnel, costat Cerdanya. El ferrocarril arribà a la Molina el 12 de juliol de 1922 i el 3 d'octubre del mateix any a Puigcerdà. El 1928 fou publicat un decret que ordenava reconvertir la via a ample europeu, però no es va aplicar mai. El 1929 es va electrificar la línia. Aquell mateix any l'estat espanyol va signar un conveni per deixar l'explotació del ferrocarril en mans de Ferrocarrils del Nord.

### Guerra Civil
A l'esclatar la guerra civil (18 de juliol de 1936), les companyies MSA i Nord veieren dividides les seves xarxes entre la part insurgent i la republicana.
A la part republicana, Nord, segons les seves memòries, va ser confiscada el 21 de juliol de 1936, tot i que no va ser fins a mitjans d'agost que el govern espanyol va ordenar confiscar totes les companyies privades agrupant-les en un "Comitè d'Explotació". En un primer moment es mantenien comptabilitats diferents. En canvi, a la part dels insurgents franquistes, a mitjans de setembre de 1936 el general Mola va ordenar reorganitzar la Nord i la MSA sota les ordres de la Junta de Defensa, mantenint la mateixa estructura que abans de la guerra.
A la banda republicana el govern s'esforçava per mostrar una imatge de normalitat mantenint tots els serveis. A l'octubre de 1937 ordenà crear la "Red Nacional de Ferrocarriles" que havia d'agrupar totes les línies ferroviàries de l'estat. Per justificar-ho el govern va argumentar que faltava poc perquè caduquessin les concessions i que el govern havia donat a les concessionàries més de 2.000 milions de pessetes.
La part dels revoltats franquistes, segons les dades disponibles, era la que havia quedat amb menys material mòbil i amb sols un taller per reparacions important (que va ser confiscat), sense mà d'obra, i sense equipament de recanvi, ja que les fàbriques eren a la zona republicana, comportant que les companyies no poguessin fer les reparacions ni revisions necessàries i provocant que el material mòbil quedés a la fi inutilitzable.
La guerra deixà un panorama ferroviari, com en tants altres camps, dantesc. Algunes dades que ho demostren són les posteriors al conflicte: la MSA tenia més d'un 43% de les locomotores i cotxes inutilitzables; la Nord, de 1.164 locomotores que tenia a l'inici de la guerra, en tenia 792 que necessitaven com a mínim una reparació. Els danys en les línies o el material mòbil, en la majoria de casos, no van ser causats per accions directes de batalla (cosa que en canvi sí que va succeir amb els edificis ferroviaris, els ponts o els túnels). Van ser principalment conseqüència de la falta de conservació i revisions. Tot i així els danys en infraestuctures van ser també grans. Les dues línies més afectades van ser la Madrid-Barcelona, amb 18 incidències greus, com ara voladures de ponts i túnels; i la Barcelona – Portbou, amb 17 voladures. Només en reparacions Nord va gastar 132,7 milions de pessetes acabada la guerra.

### RENFE

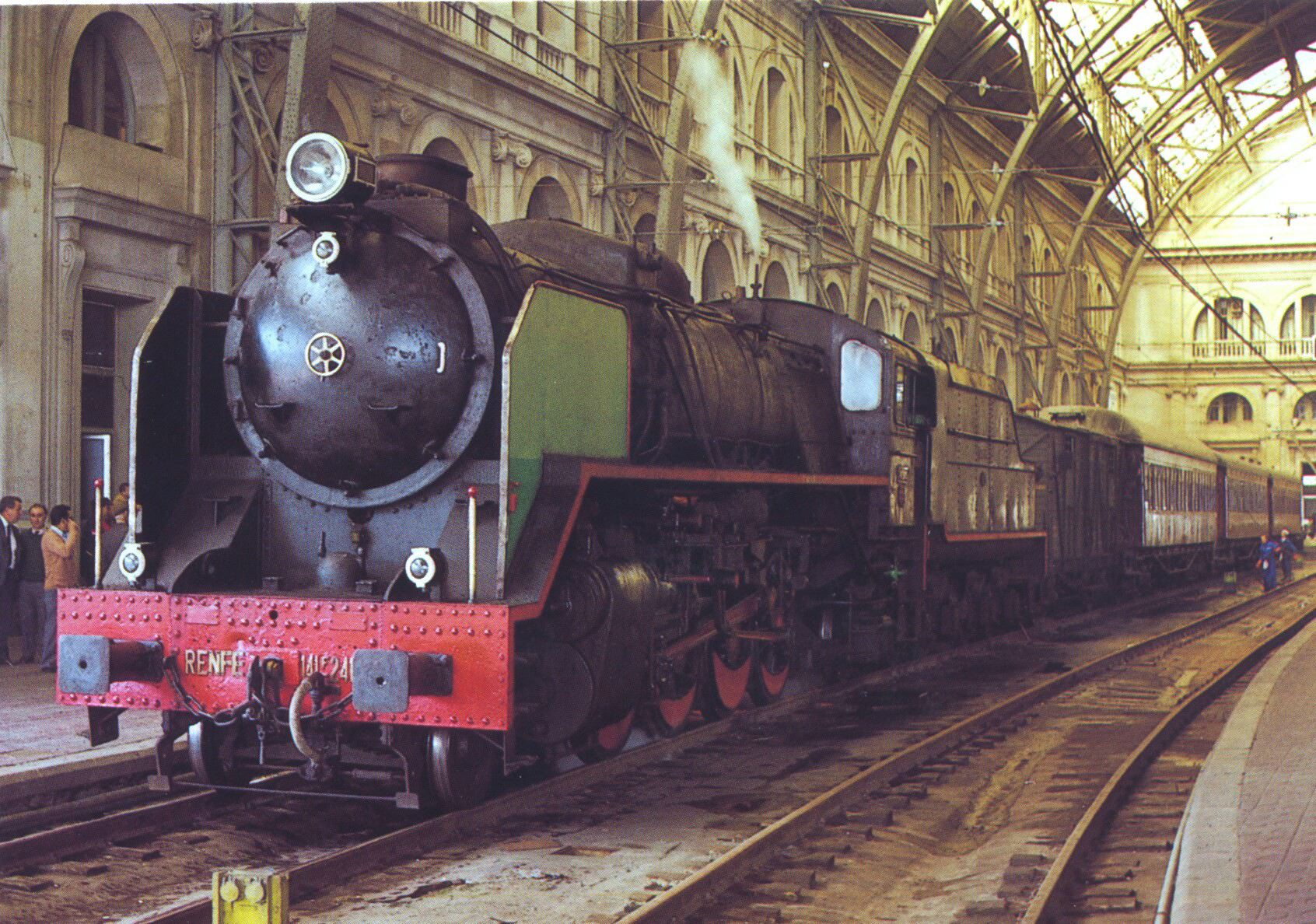
Estació de França en època d'explotació de RENFE

Després de la guerra civil les companyies van començar la reconstrucció pel restabliment del servei, amb grans despeses. A aquest cost s'hi afegiren les dificultats per cobrar els serveis prestats, cosa que les abocà a una situació insostenible que va desembocar en la nacionalització i unificació pel règim franquista. El 24 de gener de 1941 s'aprovà una nova llei que establia la nacionalització i agrupament de les companyies ferroviàries d'ample ibèric en una de sola anomenada Red Nacional de los Ferrocarriles Españoles(RENFE)
A Catalunya es nacionalitzaren tres companyies :
- Ferrocarrils del Nord (Nord)
- Companyia dels Ferrocarrils de Madrid a Saragossa i a Alacant (MSA)
- Ferrocarril Metropolità de Barcelona (FMB)

La nacionalització de FMB fou un cas que va agafar per sorpresa a la mateixa companyia, però segons la llei entrava en la nova reorganització. Al cap d'uns anys, però, va reeixir a ser restituïda.
RENFE continuà la reconstrucció de la xarxa ferroviària i va unificar els reglaments i senyals de les antigues companyies. L'any 1949 s'impulsà un pla per la renovació i posada al dia de les línies, i a més es van continuar estenent línies com la de La Pobla de Segur. Aquestes ampliacions, però, van quedar a mig fer a causa de la recomanació del Banc Mundial el 1962, d'invertir només per a millorar la xarxa existent. Aquesta concentració d'inversions es van materialitzar en substituir la tracció a vapor, en la modernització de les línies, i en desdoblaments i aplicació de les últimes tecnologies a les línies més transitades. Cal destacar als anys 70 del segle xx la construcció d'enllaços ferroviaris a Barcelona que van acabar d'interconnectar les línies de les antigues companyies.
A mitjans dels anys 80 del segle xx l'Estat Espanyol va ser candidat a accedir a la Comunitat Econòmica Europea, la qual cosa l'obligava a adaptar-se a les directives, com la que instava a fer competitives les companyies ferroviàries i que fossin ben gestionades econòmicament. Entre altres implicacions, aquest fet va conduir a la supressió de les subvencions a fons perdut de les quals gaudia RENFE. Per dur-ho a terme s'aplicà un pla de xoc per tancar les línies més deficitàries. A Catalunya es va preveure en principi tancar les línies de Barcelona-Puigcerdà i de la línia de Lleida a La Pobla de Segur. Finalment es va tancar el tram de Ripoll a Sant Joan de les Abadesses (clausurat el 1985). La línia de la Pobla de Segur es va salvar gràcies al fet que la Diputació de Lleida i la Generalitat de Catalunya en van sufragar les pèrdues a partir d'aleshores.

### Primers passos cap a la liberalització

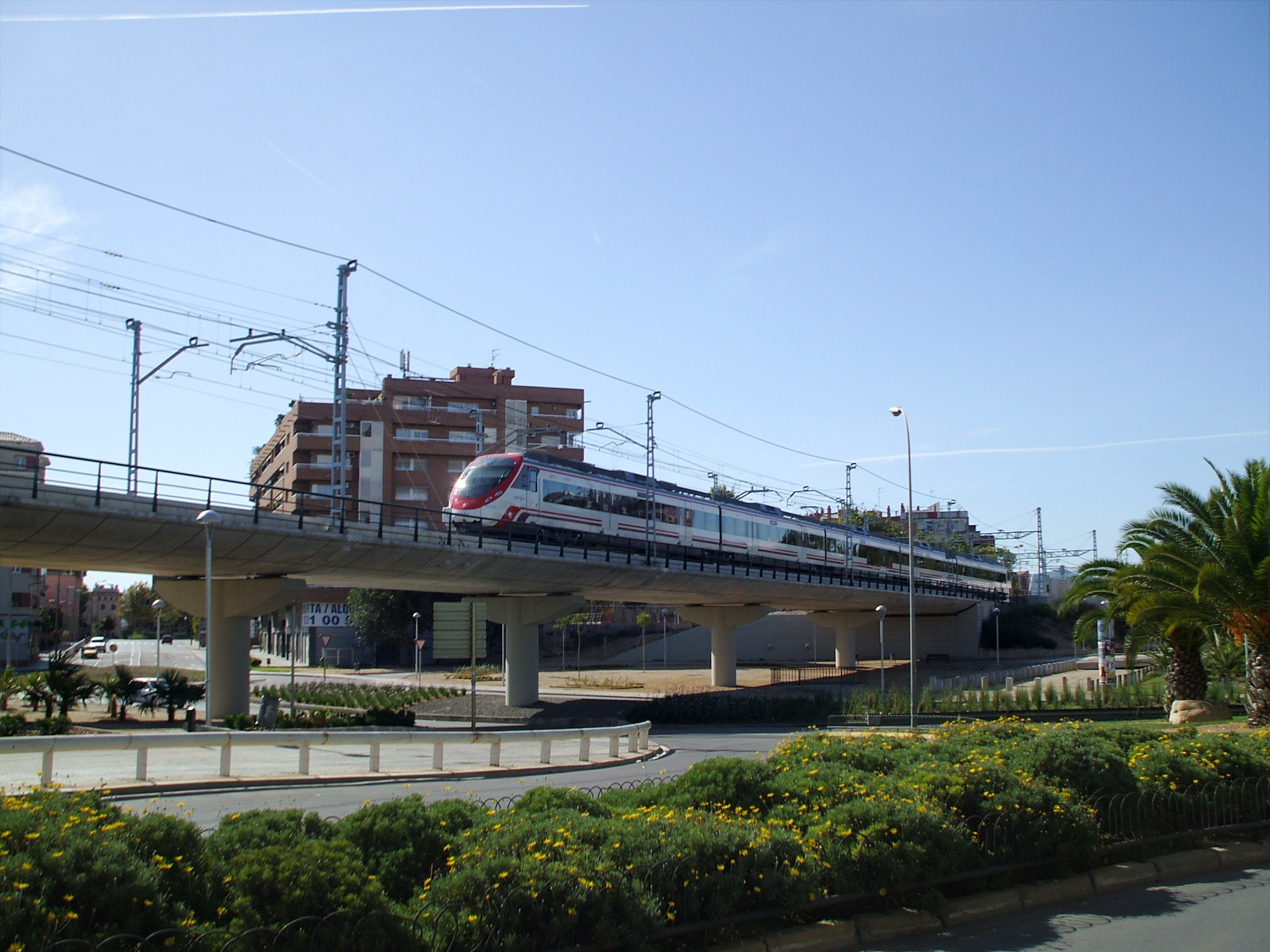
Unitat Civia a Cornellà de Llobregat

La Unió Europea va marcar unes pautes per liberalitzar el sector ferroviari, entre les quals es comptava separar la gestió de les infraestructures de la de l'explotació ferroviària. El 31 de desembre de 2004 a l'estat espanyol es va dissoldre la RENFE i es van repartir els actius en dos ens: ADIF (Administrador d'infraestructures ferroviàries) i Renfe Operadora per a l'explotació comercial.
El 31 de desembre de 2004 fou traspassada la línia de Lleida a La Pobla de Segur a Ferrocarrils de la Generalitat de Catalunya (FGC) gratuïtament. FGC renovà i revitalitzà la línia.
Durant els anys 2007 i 2008 hi va haver una gran controvèrsia sobre els problemes de mal funcionament de Rodalies Barcelona, per les incidències causades en gran part per instal·lacions obsoletes i un pèssim manteniment fruit de l'abandonament de la xarxa catalana, i en especial de la de l'àrea metropolitana de Barcelona, per part de l'Estat espanyol. A més, s'hi van afegir les avaries que provocaven les obres de l'alta velocitat d'ample internacional al tram paral·lel a la xarxa convencional.

## Ferrocarrils de via estreta

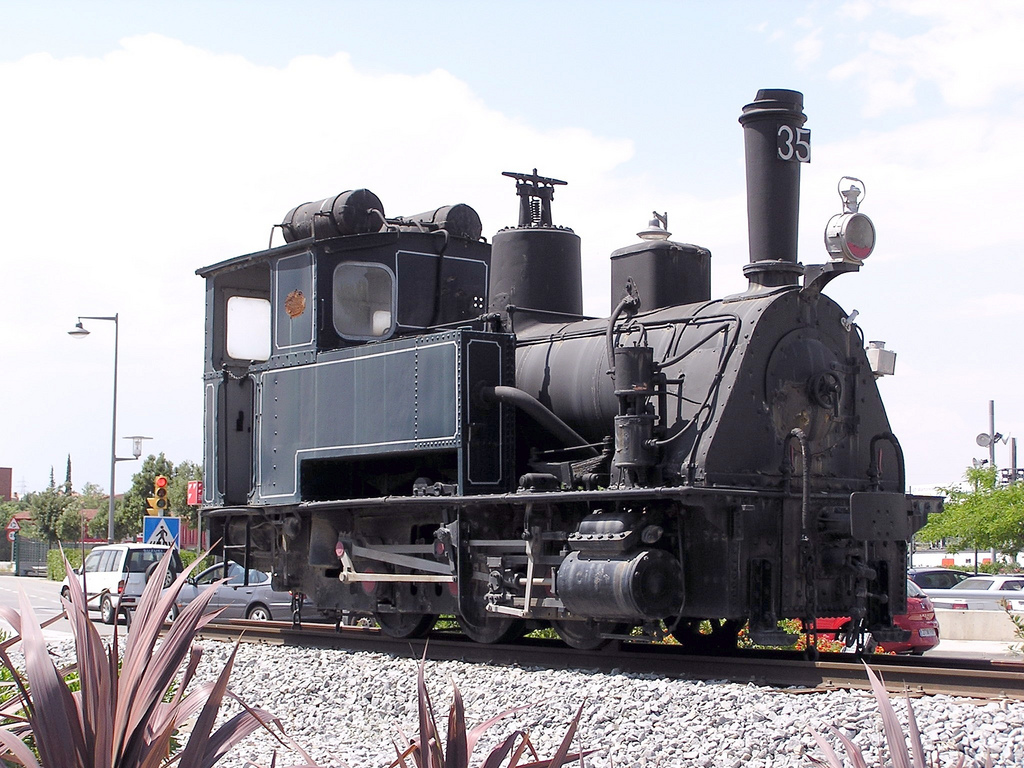
Locomotora "Berga" nº35 a Martorell

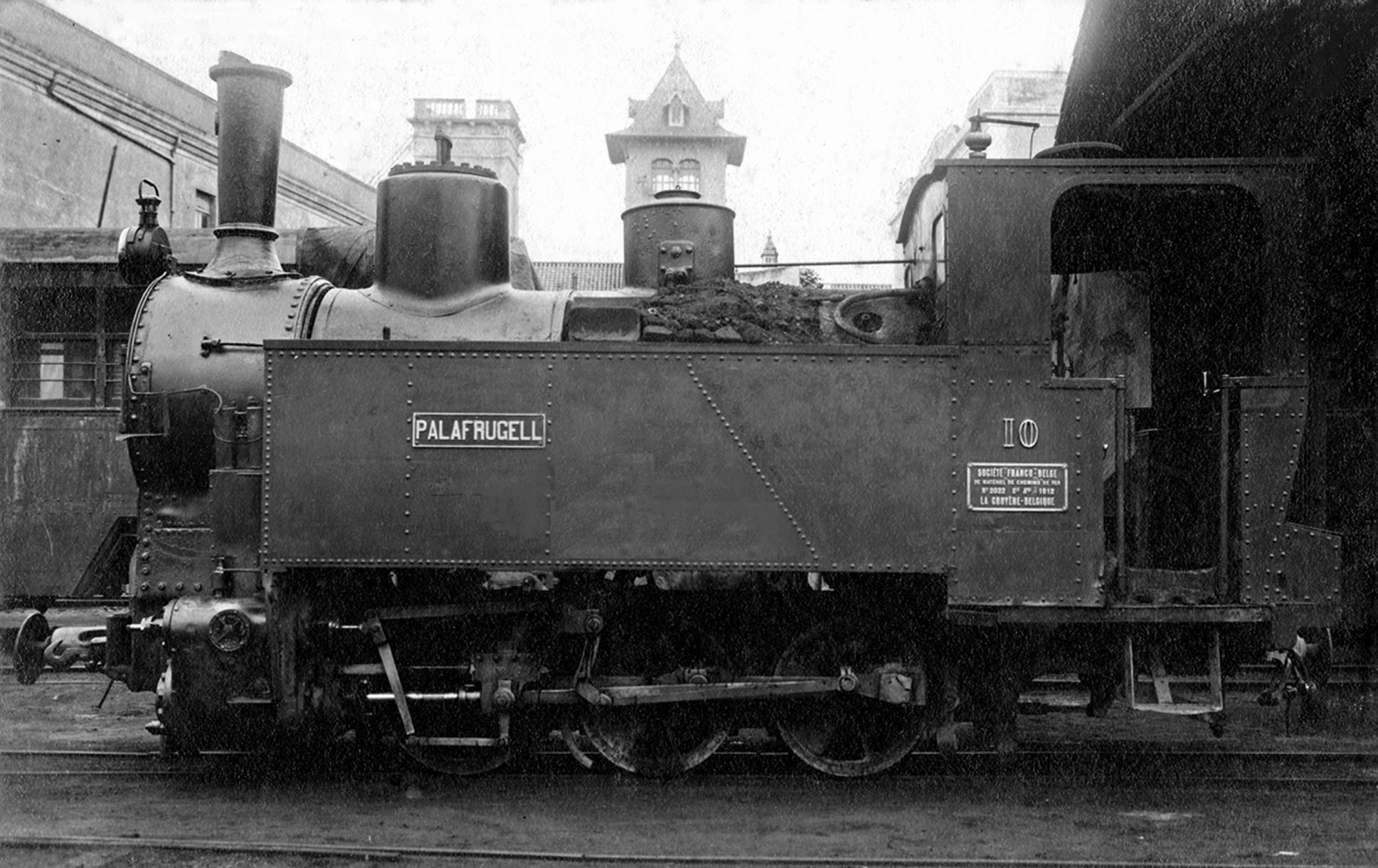
Locomotora del Tramvia del Baix Empordà, anomenada Palafrugell, al dipòsit de locomotores de Palamós

[…]L'any 1914, la Mancomunitat de Catalunya va planificar i projectar la Xarxa de Ferrocarrils Secundaris de Catalunya, que havia de vertebrar Catalunya. Al contrari que la xarxa telefònica, mai s'arribà a construir. Els tràmits en el Ministeri de Foment es van alentir i, finalment, es van abandonar durant la dictadura de Primo de Rivera. El criteri era que s'havia de planificar abans una xarxa estatal, però no es va fer, ja que es va optar per la millora de la xarxa de camins i carreteres.
[…]

### Tramvia del Baix Empordà
El Tramvia del Baix Empordà era un ferrocarril de via de 75 cm que unia Palamós amb Girona i Banyoles.
El 1887 s'inaugurà el tram Palamós-Flaçà, per poder enllaçar amb el ferrocarril de via ampla de la Companyia dels Ferrocarrils de Tarragona a Barcelona i França.
El 1921 s'inaugurà el tram Flaçà-Girona. El 1922 passa a formar de la societat Ferrocarriles Económicos Españoles S.A.. El 1928 s'inaugurà el tram Girona-Banyoles. Els anys 1928-1930 foren els millors en la història de la línia. L'any 1931, el ferrocarril entrà en una gran crisi. El 1936 els empleats crearen una cooperativa per explotar el ferrocarril.
El 31 de juliol de 1938, representants del Consejo Nacional de Ferrocarriles es reuniren amb els corresponents de la C.O.T.B.E. per fer l'acta de confiscació del ferrocarril. Després de la guerra aquests treballadors que havien format la cooperativa -abans del conflicte bèl·lic- van ser considerats rojos i foren enviats a altres ferrocarrils de via estreta de fora de Catalunya. El 1941 passà a l'organisme Explotació de Ferrocarrils per l'Estat (E.F.E.) i passà a denominar-se Ferrocarril Palamós-Gerona-Bañolas (P.G.B.). Tot i els projectes per modernitzar-lo El Tren Petit feu el seu darrer viatge el 29 de febrer de 1956.

### Ferrocarril de Sant Feliu de Guíxols a Girona
El 1889, Joan C. Arxer, obtingué la concessió de la línia de ferrocarril de Sant Feliu de Guíxols a Girona, i es creà la Companyia del Ferrocarril de Sant Feliu de Guíxols a Girona SA. La línia fou inaugurada el 1892. La prolongació fins al port de Sant Feliu de Guíxols, d'ús exclusiu per a mercaderies, entrà en servei el 1924.
El 1963 passà a dependre dels Ferrocarrils de Via Estreta. El ferrocarril, considerat poc rendible, fou clausurat el 1970.

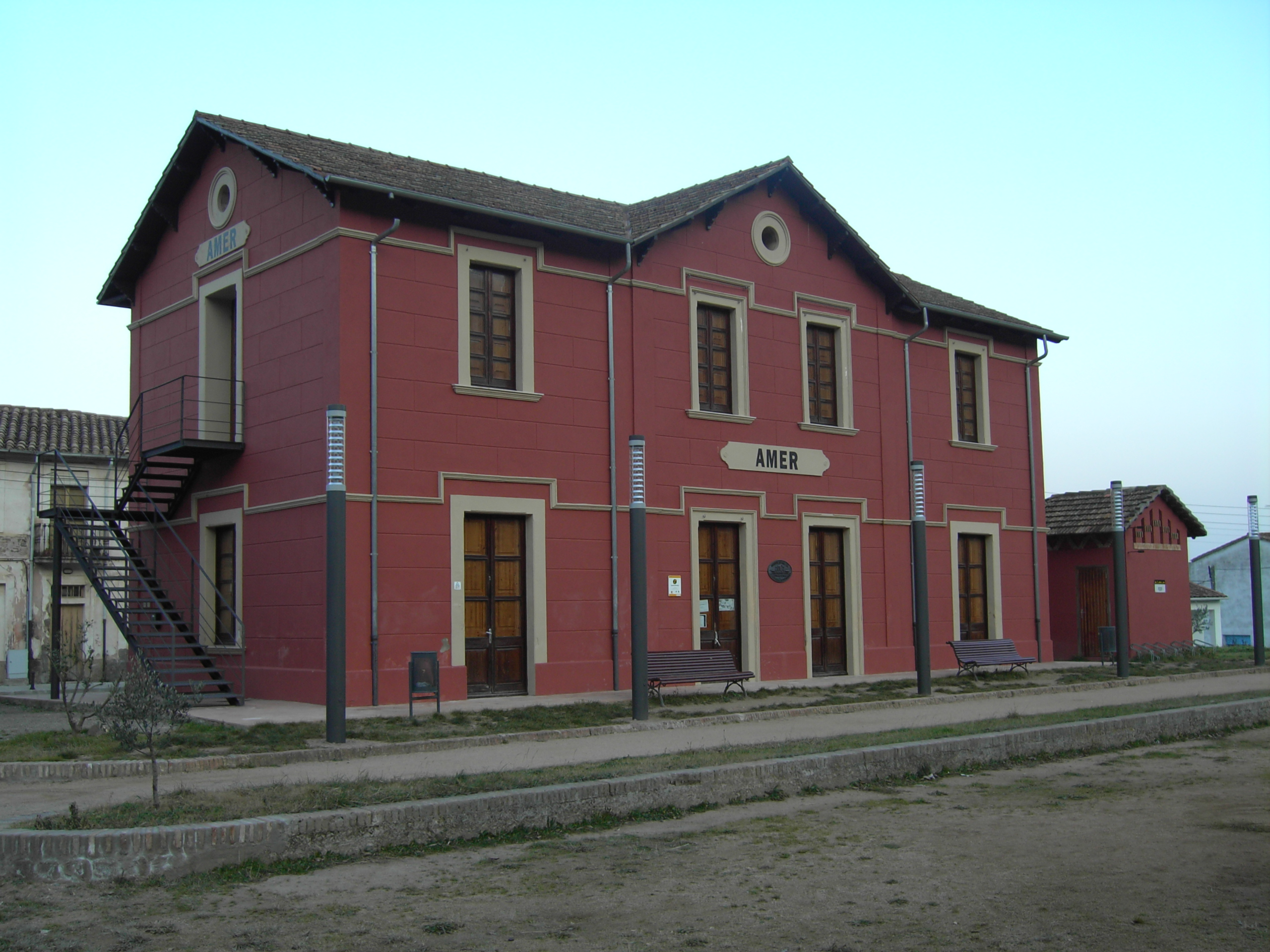
Antiga estació d'Amer

### Ferrocarril d'Olot a Girona
El 1891 es va fundar a Londres la The Olot & Gerona Railway Comany Ltd. El 1895 S'inaugurà el tram entre Amer i Salt. El 1898 s'inaugurà el tram entre Salt i Girona El 1911 finalment arriba el tren a Olot. El 1963 a causa del dèficit la companyia lliura la línia d'Olot a l'estat, així doncs passà a formar part d'Explotació de Ferrocarrils per l'Estat.

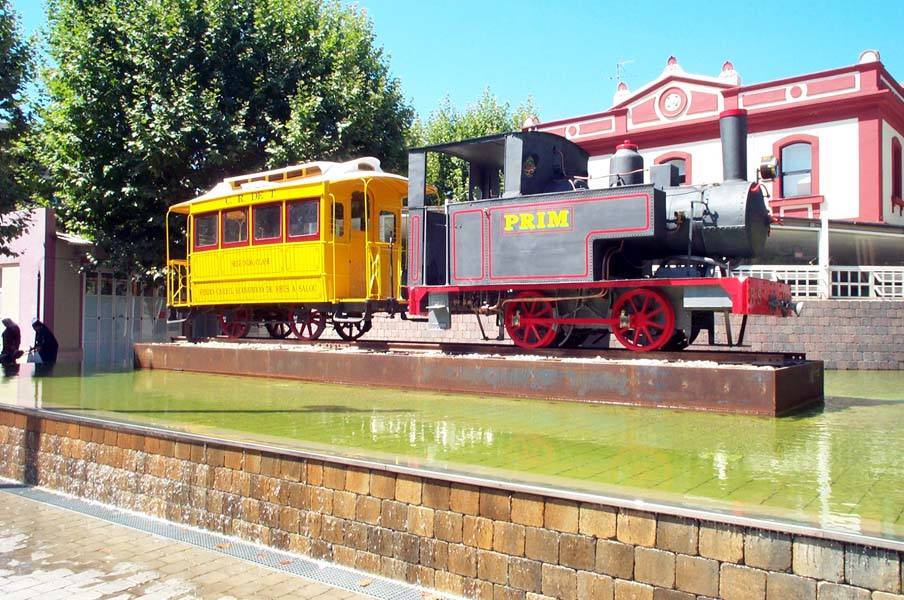
El monument al Carrilet a Salou

### Carrilet de Reus a Salou
Es va inaugurar el 1887 i va tancar cap al 1980. La importància del Carrilet ve donada pel fet que, fins a la dècada de 1960 era l'únic mitjà de transport a la platja. Llavors, amb l'establiment de línies d'autobusos i la difusió dels vehicles privats, el Carrilet va perdre importància fins que finalment va tancar.

### Lo Carrilet de la Cava
Lo Carrilet de la Cava era una línia ferroviària d'amplada mètrica que uní Tortosa i les poblacions del Delta de l'Ebre entre els anys 1926 i 1967.
Fou una iniciativa local promoguda per la societat Compañía de Ferrocarriles Económicos SA (FESA) i finançada pel Banc de Tortosa. La concessió va ser aprovada el 1924, amb l'objectiu de transportar arròs.
El 1926 va ser inaugurat el primer tram de Tortosa fins a Amposta. El 1927 s'enllestí la perllongament fins a La Cava, amb un recorregut total de 26 quilòmetres.
Durant la Guerra Civil la línia fou col·lectivitzada per la CNT i la UGT. Quedà molt malmesa. Els anys 50 la competència del transport per carretera inicià el declivi de la companyia.
La interrupció de les subvencions de l'Estat el 1963 precipità que FESA renunciés a la concessió i que aquesta fos traspassada a l'empresa estatal Ferrocarriles de Vía Estrecha SA (FEVE)el 1964. El carrilet va fer el seu últim trajecte La Cava-Tortosa el 31 de desembre del 1967 i FEVE clausurà definitivament la línia el 1968.

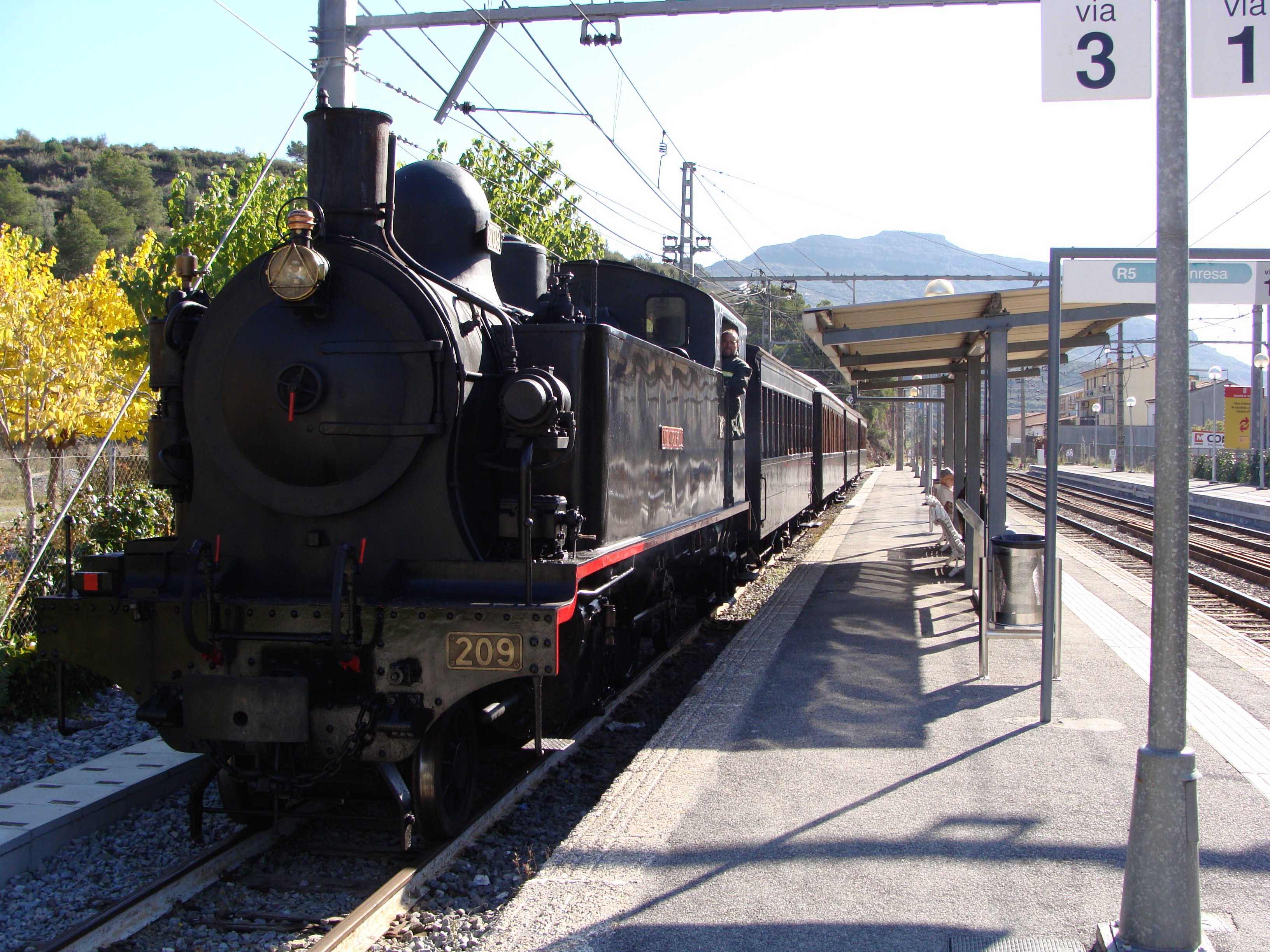
Locomotora Monistrol 209

### El Carrilet
La Companyia General dels Ferrocarrils Catalans (CGFC) es va fundar el 4 de juliol de 1919 per a integrar tres empreses que explotaven diferents línies: Camins de Ferro del Nord-est d'Espanya (entre Martorell i Barcelona); Ferrocarril Central Català (entre Martorell i Igualada); i Tramvia o Ferrocarril Econòmic de Manresa a Berga (entre Manresa, Berga i Guardiola de Berguedà). Tanmateix, aquesta última societat va subsistir fins a 1978 com una empresa independent participada per la CGFC juntament amb diversos accionistes.
El 1924, la CGFC va inaugurar la construcció que havia fet del tram entre Martorell i Manresa amb l'objectiu d'unificar la línia de Barcelona a Igualada amb la de Manresa a Guardiola. El 1926 la CGFC va construir l'estació soterrada de Plaça Espanya de Barcelona des de l'antiga estació de la Magòria. El 1926 també obre al trànsit de mercaderies a Barcelona un ramal entre la Bordeta i l'Estació de Vilanova o del Morrot.
Els problemes econòmics que arrossegava la CGFC van fer que entre 1972 i 1973 es tanqués el servei ferroviari entre Manresa i Guardiola de Berguedà. La construcció de l'Embassament de la Baells, que afectava de ple al traçat de la línia, va servir com a motiu perquè el 2 de maig de 1972 circulés l'últim servei entre les estacions de Guardiola de Berguedà i Olvan-Berga. La construcció del Túnel del Cadí i la consegüent reforma de l'Eix del Llobregat, van servir també com a argument per eliminar el tram entre Sallent i Olvan, per on circulava la línia seguint la carrera C-1411. L'últim trajecte de passatgers entre Olva-Berga i Manresa es va el 30 de juny de 1973 i només va restar des d'aleshores en servei per a mercaderies el tram entre Manresa i Sallent per al transport de sals potàssiques.
Els problemes financers, però, van continuar i van provocar que l'empresa es declarés en fallida. El 1976 l'Estat va haver d'intervenir i la companyia pública FEVE es va fer càrrec de l'explotació provisional de la línia, però just l'any següent va anunciar el possible tancament del tram Martorell-Igualada. Finalment la línia es traspassà a FGC

### Ferrocarril de Manresa a Guardiola de Berguedà
Conegut com el carrilet, pel fet de tenir un ample de via de 750 mm, va ser projectat per Marià Puig i Valls el 1879 i les obres s'iniciaren el 1881. Els primers combois arribaren a Puig-reig el 1885 i a la colònia Rosal d'Olvan el 1887. Posteriorment, s'allargà amb la línia Olvan-Guardiola de Berguedà. Era una línia que donava servei al transport de matèries primeres i elaborades a les colònies tèxtils de l'Alt Llobregat, al carbó de les mines de l'Alt Llobregat, al ciment de la l'empresa Asland de Castellar de n'Hug, i més endavant a la potassa de les mines de Balsareny i Sallent, a més del transports de passatgers. Cal dir que els principals accionistes de la companyia foren els industrials de l'alt Llobregat, que en van ser els impulsors i principals beneficiats per a la comercialització dels seus productes. La línia es va clausurar el 1972 i 1973.

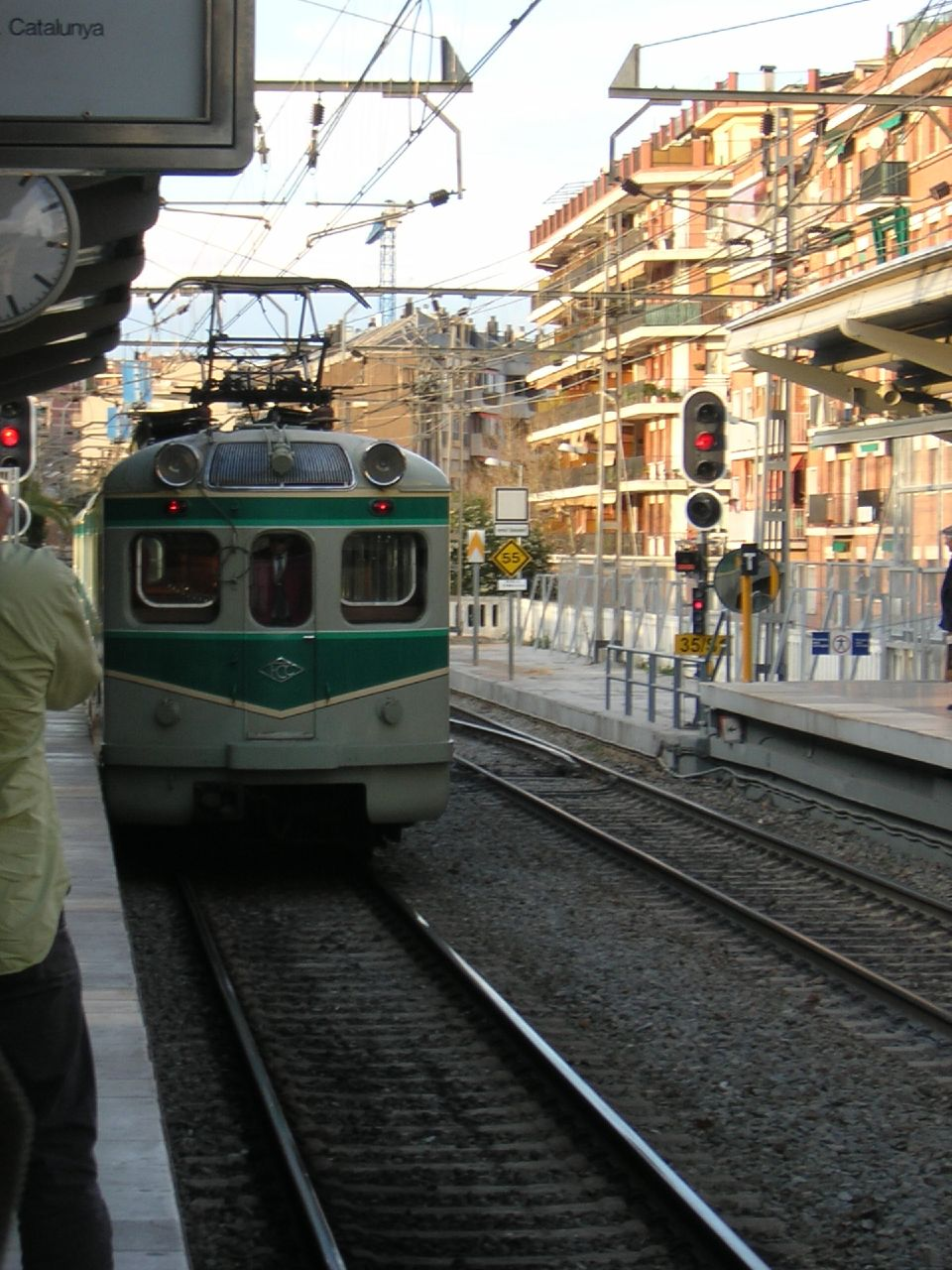
Unitat 400(Granotes) de Ferrocarrils de Catalunya

### El Tren del Vallès
El Tren del Vallès és el ferrocarril que uneix Barcelona amb el Vallès a través de la Serra de Collserola. Fou construït per la companyia dels Ferrocarrils de Catalunya S.A.. Es fundà el 1912 gràcies al Dr. Frederick Stark Pearson (popularment conegut com el Dr. Pearson) i Carles Emili Montañès. Montañès tenia al cap l'electrificació de Catalunya i la connexió de Barcelona amb el Vallès a través de la Serra de Collserola. Per demostrar la viabilitat d'aquesta connexió el 1908 va crear un petit ferrocarril amb una ample de via de 600 mm anomenat Mina Grott que aprofitava un vell túnel per portar aigua del Pantà de Vallvidrera a Sarrià. Tingué un èxit immediat, però ben aviat tingué problemes legals, perquè se'n posava entredit la seguretat. Tot i que la justícia donava raó, a canvi que el clausurés, Montañès va obtenir la concessió d'un ferrocarril de Sarrià a Les Planes.
El 1911 Montañès aconseguí que els seus plans d'electrificació fossin impulsats pel Dr. Pearson, aquests incloïen connectar Barcelona amb el Vallès per Collserola i més endavant amb França per Berga. Com a base per aquest nou ferrocarril es va fundar Ferrocarrils de Catalunya S.A. i s'adquirí en una sonada operació el Ferrocarril de Sarrià a Barcelona, aleshores propietat de Tramvies de Barcelona que volia integrar-lo a la seva xarxa i vendre els terrenys de plaça de Catalunya. De seguida començà la construcció del ferrocarril cap al Vallès. El 1919 s'inaugurava l'arribada a Terrassa i el 1922 a Sabadell. Cal destacar que aquesta línia no passà a mans de RENFE el 1941 per no ser d'ample ibèric (1672 mm).
El 1977 l'empresa acumulava molts deutes i anuncià la clausura de la xarxa. El govern ho evità atorgant l'explotació a FEVE i finalment el 7 de novembre de 1979 es traspassà la línia a Ferrocarrils de la Generalitat de Catalunya.
FGC impulsà una gran modernització la línia. El 1984 s'inaugurà l'estació d'Universitat Autònoma. El 1996 es posà en marxa el Metro del Vallès.

## Cronologia

### Els primers ferrocarrils

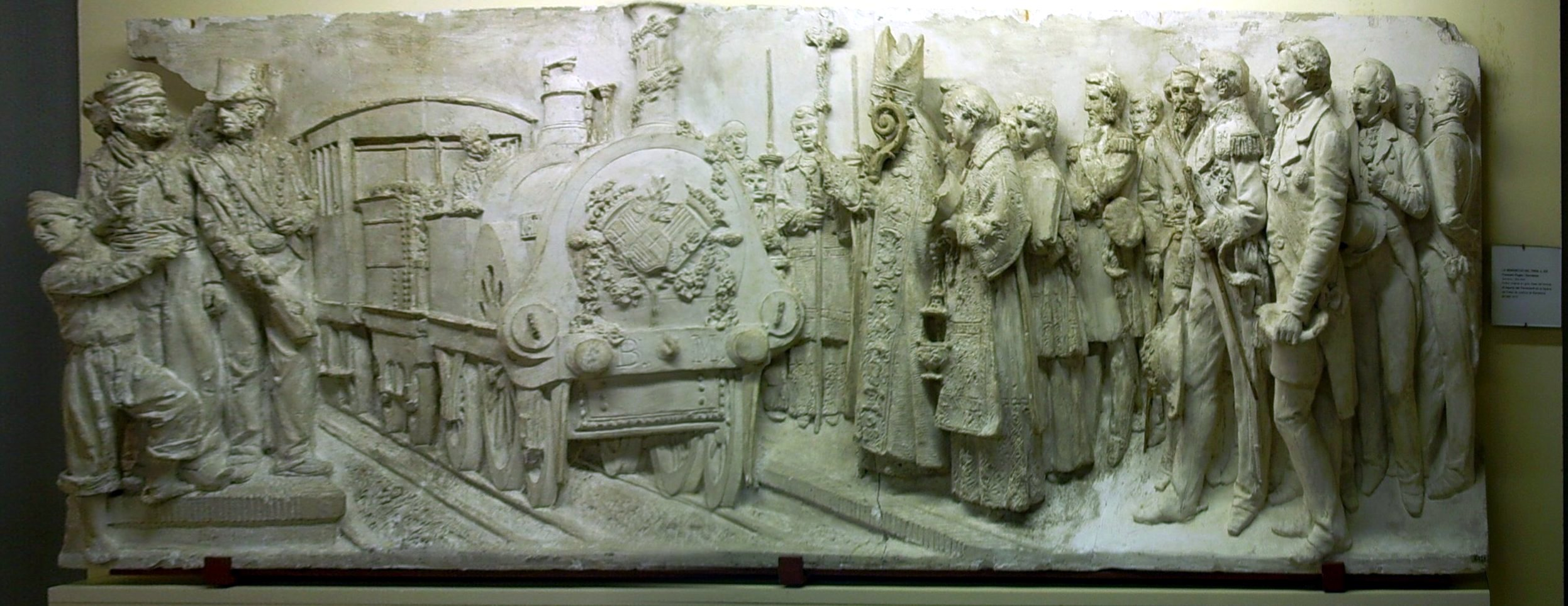
Relleu representatiu de la benedicció del primer ferrocarril català

- 1833 - Concessió d'un ferrocarril de Reus a Tarragona.
- 1844 - Concessió d'una línia de Sant Joan de les Abadesses a Roses. No es construí mai.
- 1845 - El govern espanyol força l'adopció d'un ample de via amb la mesura de sis peus castellans.[26]
- 1845 - Concessió d'un ferrocarril de Barcelona a Camprodon.
- 1845 - Constitució de la Companyia dels Camins de Ferro de Barcelona a Mataró (B.M.) davant Notari.
- 1848 - Inauguració del ferrocarril entre Barcelona i Mataró, el primer tren peninsular, impulsat per Miquel Biada i Bunyol.

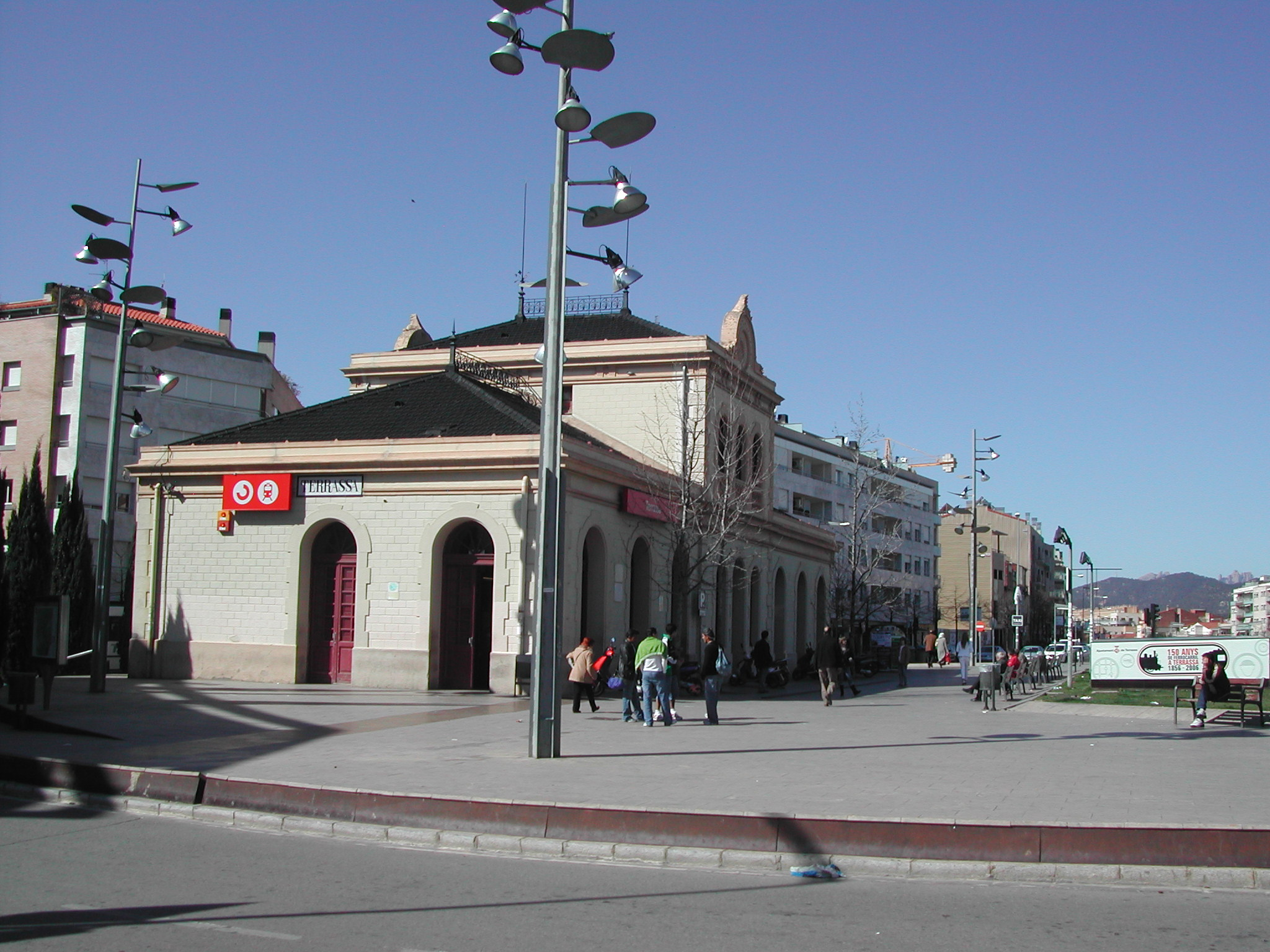
Estació de Nord (de Ferrocarrils del Nord) de Terrassa

- 1854 - Inauguració del ferrocarril de Barcelona a Molins de Rei.

- 1854 - Inauguració del ferrocarril de Barcelona a Granollers.
- 1855 - Espartero promulga la Llei General de Ferrocarrils.
- 1855 - Fundació de l'empresa La Maquinista Terrestre y Marítima (MTM).
- 1855 - Inauguració del tram de Montcada a Sabadell del Ferrocarril de Saragossa.[5]
- 1855 - Constitució de la Companyia del Ferrocarril de Barcelona a Sarrià.
- 1856 - Inauguració del ferrocarril de Tarragona a Reus.
- 1856 - Inauguració del tram de Sabadell a Terrassa del Ferrocarril de Saragossa.
- 1856 - Inauguració del tram des de Molins de Rei fins a Castellbisbal del  Ferrocarril de Barcelona a Martorell.

### Creació de la xarxa ferroviària
- 1860 - Inauguració del tram fins a Lleida del Ferrocarril de Saragossa.[5]
- 1862 - Celebració de l'arribada del celebra l'arribada del primer tren a Girona dels Camins de Ferro de Barcelona a Girona.
- 1863 - Inauguració del Ferrocarril de Sarrià.[5]
- 1875 - Inauguració del tram Granollers a Vic del Ferrocarril i mines de Sant Joan de les Abadesses.
- 1875 - Fundació la companyia Companyia dels Ferrocarrils de Tarragona a Barcelona i França (TBF), la gran companyia ferroviària catalana.
- 1878 - Annexió de la Ferrocarril de Saragossa per Ferrocarrils del Nord (Nord).
- 1878 - Inauguració de l'arribada del ferrocarril a Portbou i l'enllaç internacional a mà de TBF.
- 1878 - Inauguració de les línies de tren entre Barcelona i París, Lió, Bordeus i Marsella.
- 1879 - Inauguració de la línia de tramvia de vapor entre Barcelona i Sant Andreu de Palomar.
- 1880 - Inauguració del tram fins a Ripoll del Ferrocarril i mines de Sant Joan de les Abadesses.
- 1881 - Inauguració del Ferrocarril de Valls a Vilanova i Barcelona.
- 1882 - Inauguració de la rasa al Carrer Aragó de Barcelona, permetent unir les Xarxes de França i Tarragona de TBF

### Els primers tramvies i ferrocarrils de via estreta

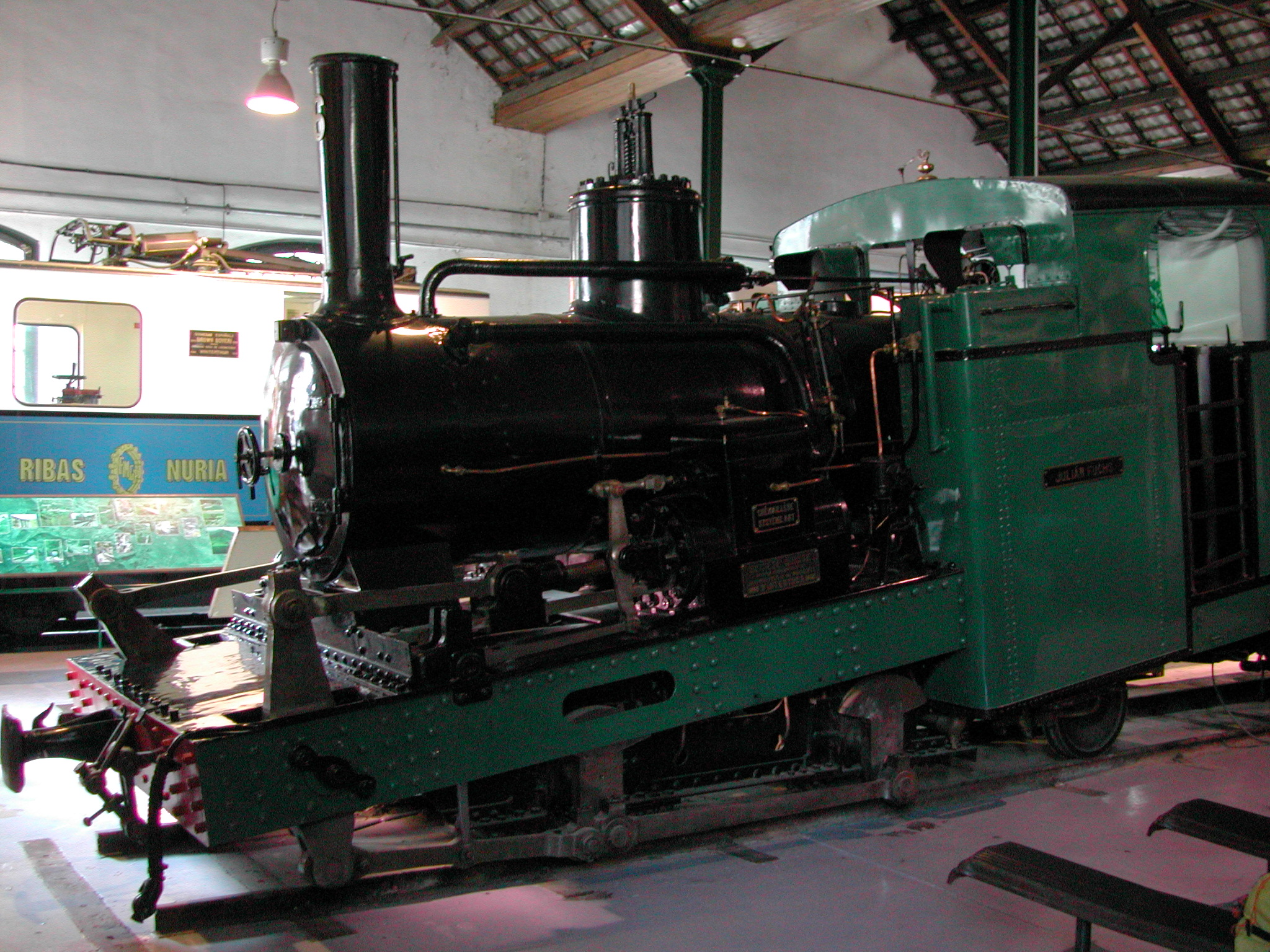
Locomotora de vapor del cremallera de Montserrat

- 1887 - Inauguració del Tren de Palamós a Girona.
- 1887 - Absorció de Ferrocarril i mines de Sant Joan de les Abadesses per Ferrocarrils del Nord.
- 1892 - Inauguració del tren de Sant Feliu de Guíxols a Girona.
- 1892 - Inauguració del Cremallera de Montserrat.
- 1892 - Inauguració del ferrocarril entre Igualada a Martorell.
- 1894 - Inauguració del ferrocarril directe a Madrid de TBF.
- 1895 - Inauguració del tram entre Salt i Amer, el primer del tren d'Olot
- 1898 - Fusió de TBF per part de la castellana MSA.
- 1904 - Distinció jurídica entre ferrocarrils secundaris i els d'interès de l'Estat, amb un ample de via d'1 m, i els executats sense subvenció, que han de dipositar una fiança del 3% del cost de les obres però decideixen lliurement l'ample de via.
- 1905 - Inauguració del tren de Mollerussa a Balaguer, impulsat per la Sociedad General Azucarera.
- 1906 - Electrificació i estrenyiment de via del Ferrocarril de Sarrià.
- 1906 - Inauguració del funicular de Vallvidrera, el primer funicular elèctric.
- 1907 - Promulgació d'una nova llei que evita construir trams aïllat més curts i augmenta el capital subvencionat.
- 1908 - Aprovació de la llei de ferrocarrils secundaris i estratègics.
- 1912 - Una nova llei amplia de 20 a 50 anys el termini en què l'Estat pot exercir el dret de rescat de les concessions ferroviàries.

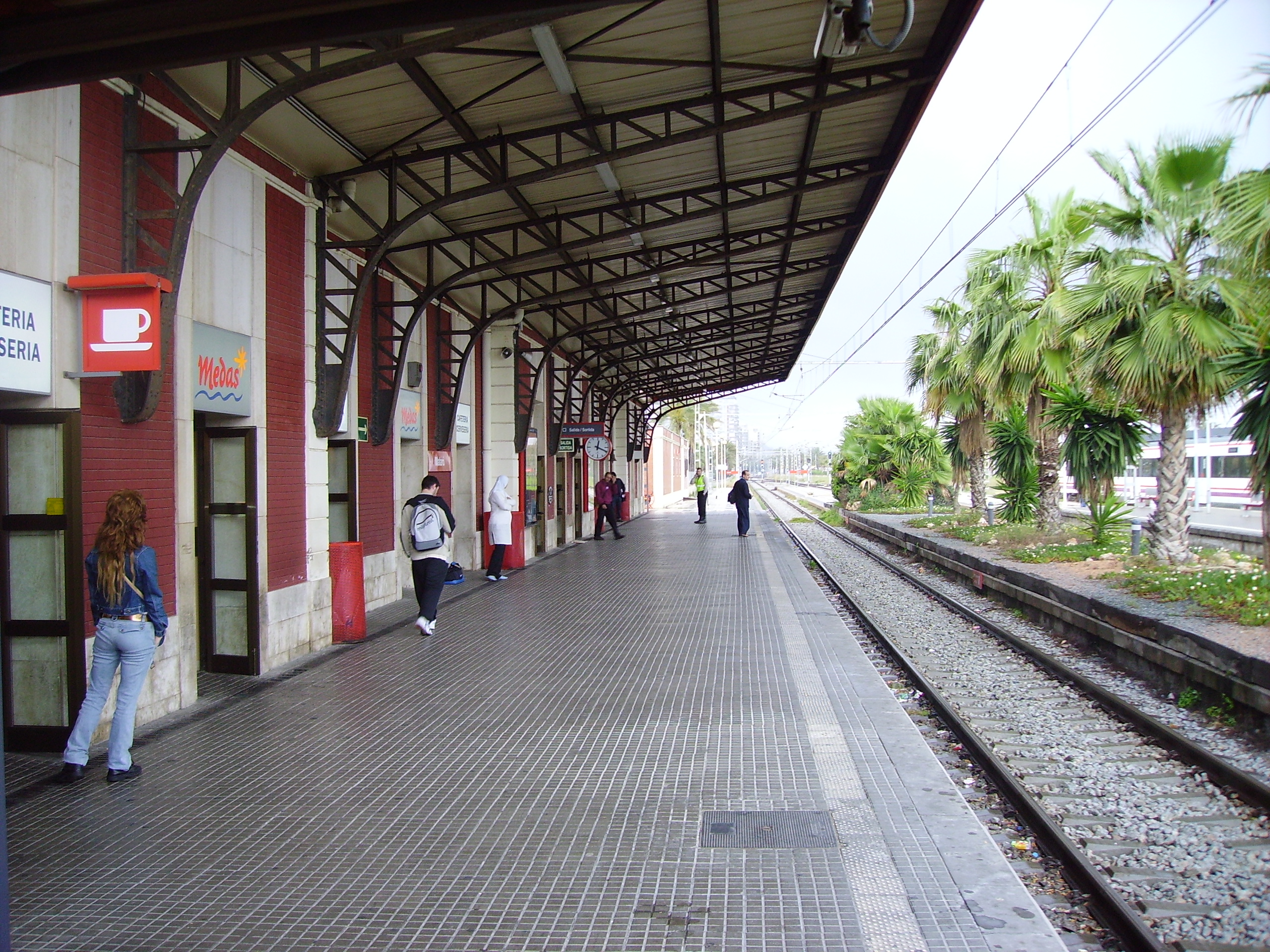
Estació de Mataró construïda per la MSA.

- 1917 - Inauguració el tram de Sarrià a Les Planes i Sant Cugat del Vallès de Ferrocarrils de Catalunya S.A..
- 1918 - Fundació de la Secció de Ferrocarrils Secundaris de la Mancomunitat.
- 1919 - Constitució la Companyia General dels Ferrocarrils Catalans.
- 1919 - Inauguració del tram de Sant Cugat del Vallès a Terrassa de FCC.
- 1920 - Auxili per part de l'estat per salvar les companyies de via ampla.
- 1922 - Inauguració del tram de Sant Cugat del Vallès a Sabadell de FCC.
- 1922 - Inauguració de la totalitat del ferrocarril de Ripoll a Puigcerdà

### Període d'entreguerres i el Metro de Barcelona

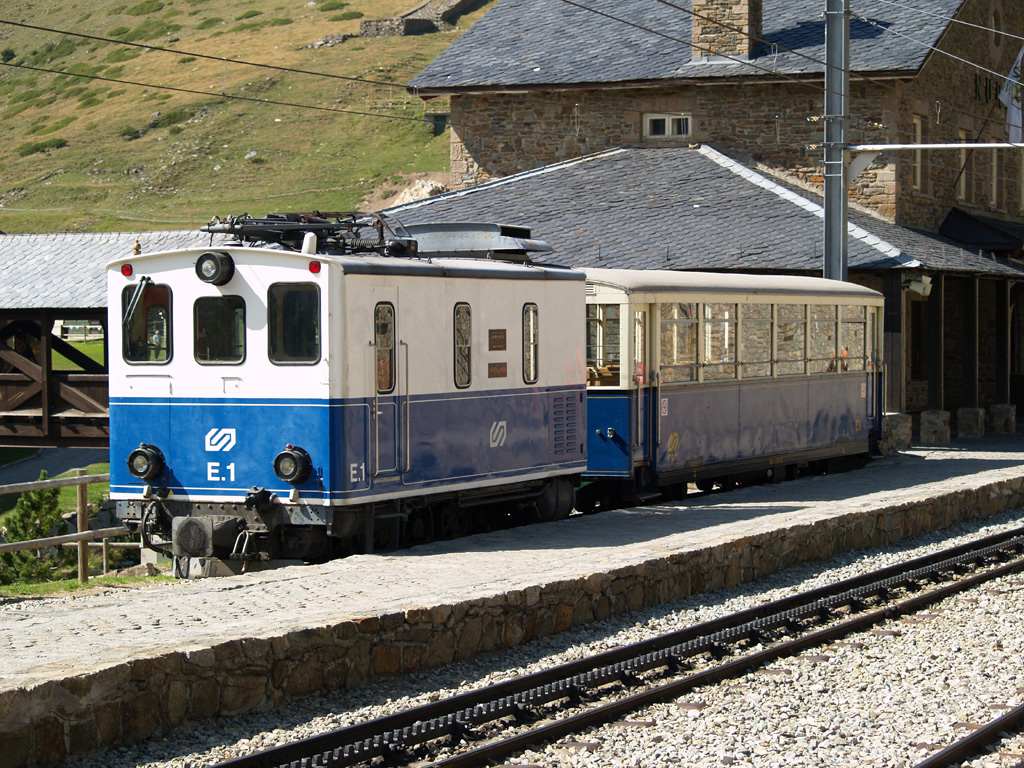
Cremallera de Núria amb la E1, locomotora inaugural

- 1924 - Inauguració del tram Lleida a Balaguer del tren de la pobla.
- 1924 - Inauguració del Gran Metropolità de Barcelona.
- 1924 - Inauguració del tram Martorell a Manresa de la Companyia General dels Ferrocarrils Catalans.
- 1926 - Inauguració Ferrocarril Metropolità Transversal de Barcelona.
- 1927 - Inauguració del tren de Tortosa a La Cava, Lo Carrilet de la Cava.
- 1928 - Electrificació de les línies de Sant Joan de les Abadesses i de Manresa de Ferrocarrils del Nord.
- 1931 - Inauguració del Cremallera de Núria.
- 1932 - Inauguració de l'Estació de Plaça de Catalunya conjunta entre metro i Ferrocarrils del Nord.
- 1936 - Col·lectivització de les companyies ferroviàries en ambdós bàndols de la Guerra Civil.

### Renfe i el franquisme
- 1939 - Restitució dels ferrocarrils als propietaris anteriors a les col·lectivitzacions.
- 1941 - Nacionalització de les companyies d'ample ibèric a l'estat espanyol, passen a formar part de la Red Nacional de los Ferrocarriles Españoles (RENFE).
- 1951 - Inauguració del tram fins a La Pobla de Segur del tren de la pobla per part de RENFE
- 1956 - Clausura del tren de Palamós a Girona i Banyoles.
- 1956 - Clausura del Cremallera de Montserrat.
- 1956 - Electrificació del "vuit català" (Línies ex-TBF de rodalia de Barcelona);[5]
- 1958 - Cobriment de la trinxera del carrer Aragó de Barcelona.
- 1965 - Explotació de Ferrocarrils per l'Estat es converteix en organisme autònom i passa a denominar-se Ferrocarrils de Via Estreta.
- 1969 - Clausura del tren de Sant Feliu de Guíxols a Girona.
- 1969 - Clausura del tren d'Olot a Girona.
- 1971 - Clausura de la xarxa de Tramvies de Barcelona.
- 1973 - Clausura del tram de Tortosa a La Puebla de Híjar a l'Aragó (Valdezafán).[27]
- 1975 - Acte simbòlic de la clausura de la tracció de vapor.
- 1975 - Nova línia entre Barcelona i l'Aeroport del Prat.[5]
- 1977 - Entrada en funcionament de la totalitat del desdoblament la línia de Barcelona-Portbou.[5]

### Ferrocarrils i la democràcia

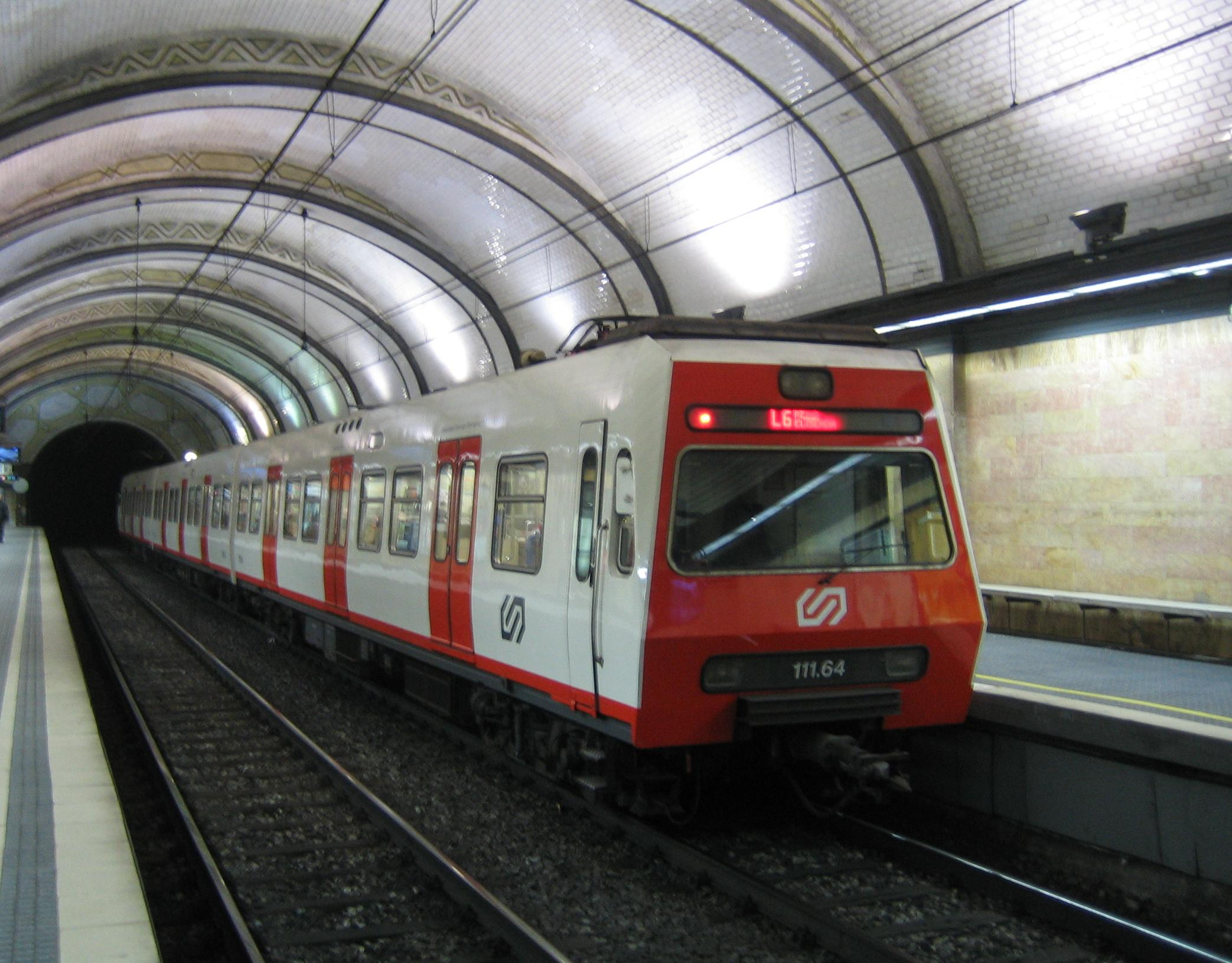
Estació de Provença dels FGC

- 1979 - Constitució dels Ferrocarrils de la Generalitat de Catalunya (FGC).
- 1980 - Deixen de circular trens entre Ripoll i Sant Joan de les Abadesses.
- 1981 - Electrificació de la línia de Manresa a Lleida.[5]
- 1982 - Entrada en funcionament de la línia Papiol a Mollet, només de mercaderies.[5]
- 1984 - Supressió de les subvencions a fons perdut a RENFE.
- 1984 - Projecte de clausura de les línies de Montcada i Reixac a Sant Joan de les Abadesses, de Ripoll a La Tor de Querol, de Reus a Roda de Berà i la Línia Lleida - la Pobla de Segur.
- 1985 - Tancament del tram de Ripoll a Sant Joan de les Abadesses.
- 1992 - Clausura del tram de Roda de Berà a Reus.
- 1993 - Supressió dels trens postals.
- 1999 - Electrificació del tram de Martorell a Igualada de FGC.
- 2003 - Reobertura del Cremallera de Montserrat.

### Alta Velocitat i liberalització
- 2003 - Inauguració de la línia del Tren d'Alta Velocitat (AVE) entre Lleida i Madrid.
- 2004 - Dissolució de la RENFE i repartiment dels seus actius en dos ens: ADIF (infraestructures) i Renfe Operadora (explotació).
- 2005 - Traspàs de la línia Lleida - la Pobla de Segur a Ferrocarrils de la Generalitat de Catalunya.
- 2008 - Connexió per AVE entre Barcelona i Madrid.
- 2013 - Inauguració del tram d'AVE entre Barcelona i Figueres que completa la connexió europea a l'enllaçar amb la xarxa d'alta velocitat francesa.
- 2020 - Clausura de part de la línia d'ample ibèric Barcelona-València entre Salou, Cambrils i l'Hospitalet de l'Infant